# قطر
قَطَرْ أو (رسمياً: دَوْلَةُ قَطَرْ)، هي دولة عربية خليجية تقع في شرق شبه الجزيرة العربية في جنوب غرب آسيا مطلّة على الخليج العربي وعاصمتها الدوحة. لها حدود برية مشتركة من الجنوب مع المملكة العربية السعودية وبحرية مع دولة الإمارات العربية المتحدة، مملكة البحرين. وفي أعقاب الحكم العثماني، أصبحت قطر محمية بريطانية في أوائل القرن العشرين حتى حصولها على الاستقلال في عام 1971م. وقد حكمت قطر أسرة آل ثاني منذ منتصف القرن التاسع عشر بعد فترة قصيرة من قدومها من محافظة أشيقر في نجد. نظام الحكم في قطر إمارة وراثية دستورية، وحاكم الدولة هو الأمير تميم بن حمد بن خليفة آل ثاني. وافق الشعب على الدستور بأغلبية ساحقة في استفتاء دستوري، بنسبة 98٪ تقريباً لصالح المشروع. وكان مجموع السكان في قطر في عام 2022 م، 2,980,338 نسمة: يبلغ عدد المواطنين القطريين داخل حدود قطر 380,000 والمقيمين 2,600,338 تعد دولة قطر هي المجتمع الأكثر محافظة بعد المملكة العربية السعودية في دول مجلس التعاون الخليجي.
كما أن قطر من الدول مرتفعة الدخل وكانت الدولة هي الأعلى دخلًا بين الدول العربية والخامسة عالميًا لعام 2023، تتمتع قطر بثروات طبيعية هائلة مع عدد سكان قليل للغاية؛ حيث لديها ثالث أكبر إحتياطيات العالم من الغاز الطبيعي وهي أكبر دولة مصدرة للغاز المسال في العالم، وتمتلك ثالث عشر أكبر إحتياطي مؤكد من النفط. وتصنف الأمم المتحدة قطر دولة ذات تنمية بشرية عالية جداً إذ أنها أحد الدول العربية الأكثر تقدماً في مجال التنمية البشرية. وتُصنّف قطر الدولة ذات أعلى دخل للفرد في العالم. تعد قطر لاعباً رئيسياً مؤثراً في منطقة الشرق الأوسط. أستضافت قطر كأس العالم لكرة القدم 2022، وأصبحت أول دولة عربية تقوم بذلك.
برزت قطر كقوة متوسطة في العالم العربي من خلال ثرواتها من المواد بالإضافة إلي مجموعتها الإعلامية  المتوسعة عالميًا، وبحسب ما ورد دعمت العديد من الجماعات المتمردة مالياً خلال الربيع العربي. اعتبر الأكاديميون والمنظمات غير الحكومية أن سجل قطر في مجال حقوق الإنسان فقير بشكل عام، مع قيود على الحريات المدنية مثل حرية تكوين الجمعيات والتعبير والصحافة، فضلًا عن معاملتها لآلاف العمال المهاجرين التي ترقى إلى مصاف العمل القسري لمشاريع في البلاد. مُنحت بطولة كأس العالم لكرة القدم 2022 لقطر في ظل ظروف مثيرة للجدل، مما يجعلها أول دولة إسلامية في العالم العربي تستضيف الحدث. استضافت قطر دورة الألعاب الآسيوية لعام 2006، وستستضيف أيضًا دورة الألعاب الآسيوية لعام 2030.

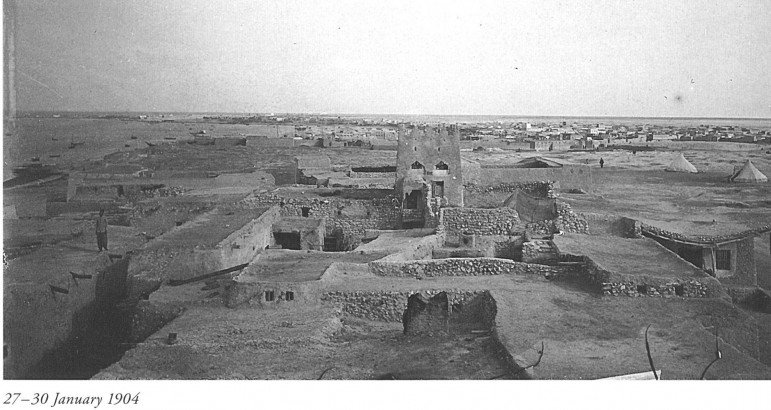
مدينة الدوحة قديماً ، 1904م

## التسمية
اسم قطر قد جاء في الخرائط لأول مرة على الخارطة التي رسمها الروماني بطليموس للميلاد. حيث أن هناك عدة دلائل وقرائن تدل على ذلك من بينها، إن الاسم الوارد في خارطة الجغرافي الروماني بطليموس ينص على لفظين لشبه جزيرة قطر كتبا بالأحرف اللاتينية بشكل (Catara) (قطارا) أو (كتارا) أو بهيئة (Cadara) (كدارا) أن هاتين الصيغتين أقرب ما تكونان إلى لفظة اسم قطر الحالية.

## التاريخ

### العصور القديمة
يعود تاريخ الاستيطان البشري في شبه الجزيرة القطرية إلى 10,000 سنة مضت. تم اكتشاف المستوطنات والأدوات التي تعود إلى العصر الحجري في شبه الجزيرة. في القرن الخامس قبل الميلاد أشار المؤرخ اليوناني هيرودوس إلى قطر. كما أن عالم الجغرافيا بطليموس ضمن خريطته «خريطة العالم العربي» ما أسماه «قطارا» وهي ما يعتقد أنها إشارة إلى بلدة «الزبارة» القطرية التي اكتسبت شهرتها كأحد أهم الموانئ التجارية في منطقة الخليج العربي في ذلك الوقت. تم اكتشاف القطع الأثرية في بلاد ما بين النهرين التي نشأت في فترة العبيد (6,500-3,800 قبل الميلاد) في المستوطنات الساحلية المهجورة. تعد الدعسة وهي مستوطنة تقع على الساحل الغربي لقطر أهم موقع للعبيد في البلاد ويعتقد أنها استوعبت مخيمًا موسميًا صغيرًا.
مادة الكيشيون البابلية التي تعود إلى الألفية الثانية قبل الميلاد والتي وجدت في جزر الخور تشهد على العلاقات التجارية بين سكان قطر والكيشيون في بلاد البحرين الحديثة. من بين النتائج كانت 3,000,000 قذيفة حلزونية مسحوقة وكسرة من إناء خزفي يعود للكيشيون. قطر هي أقرب موقع معروف لإنتاج الصبغيات المحارية وذلك بسبب صناعة كايت الأرجوانية الصبغة التي كانت موجودة على الساحل.
في عام 224 م سيطرت الإمبراطورية الساسانية على الأراضي المحيطة بالخليج العربي. لعبت قطر دورًا في النشاط التجاري للساسانيين وأسهمت في سلسلتين على الأقل: اللآلئ الثمينة والصبغ الأرجواني. في العهد الساساني أُدخِل العديد من سكان شرق شبه الجزيرة العربية في المسيحية بعد تشتت مسيحيو بلاد ما بين النهرين. شيدت الأديرة وتم تأسيس مزيد من المستوطنات خلال هذه الحقبة. خلال الجزء الأخير من العصر المسيحي كانت قطر تضم منطقة تعرف باسم بيت القطريين. لم تقتصر المنطقة على قطر بل شملت البحرين وجزيرة تاروت والخات والأحساء.
في عام 628 م أرسل النبي محمد صلى الله عليه وسلم مبعوثًا إسلاميًا إلى حاكم شرق شبه الجزيرة العربية المنذر بن ساوى يطلب منه ومن رعاياه الدخول في الإسلام. وافق المنذر على طلبه وبناء على ذلك تحولت معظم القبائل العربية في المنطقة إلى الإسلام. بعد اعتناق الإسلام قاد العرب الفتح الإسلامي لفارس الذي أدى إلى سقوط الإمبراطورية الساسانية.

### الفترة الإسلامية المبكرة والمتأخرة (661-1783)

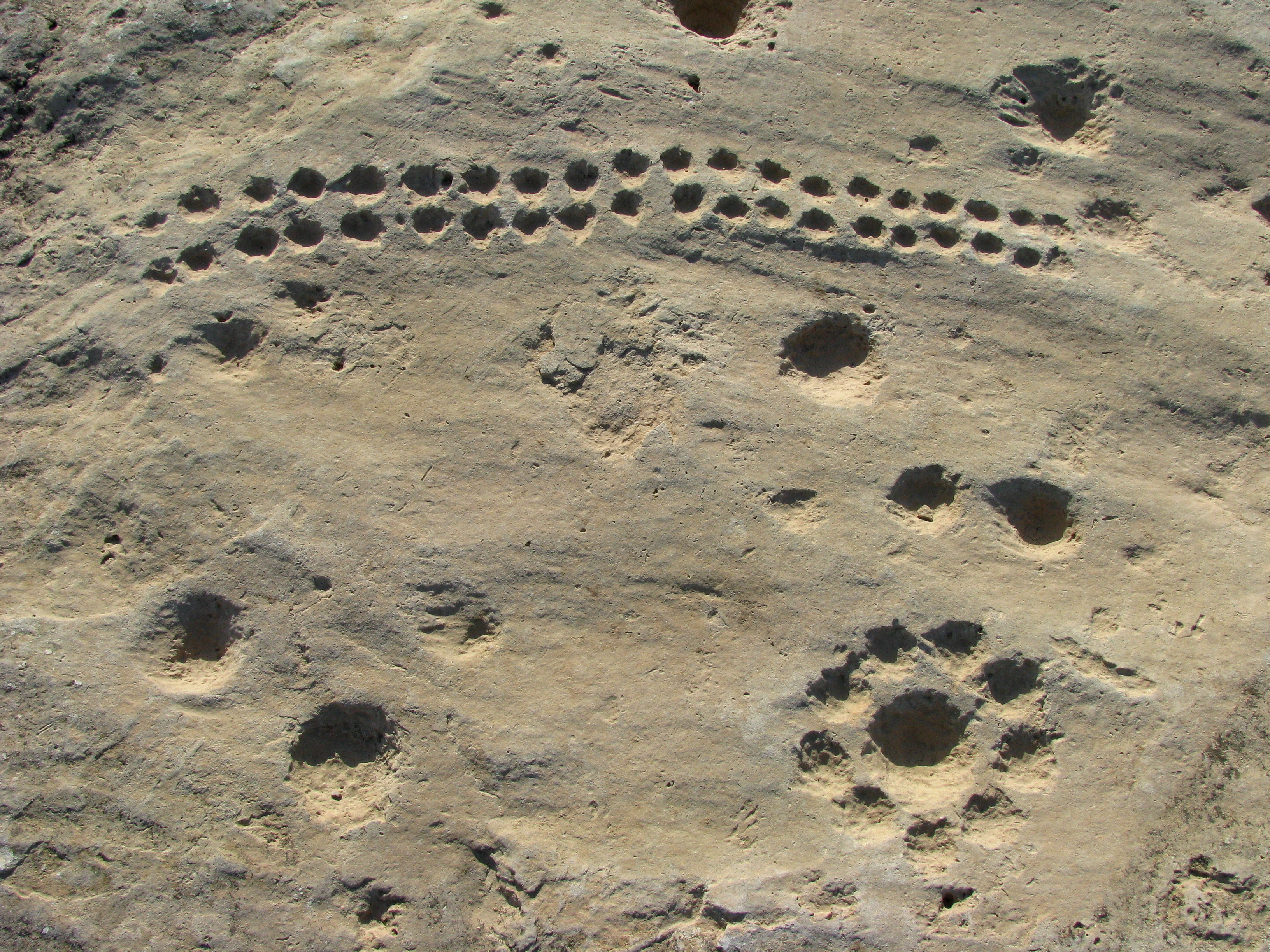
المنحوتات في جبل الجساسية، الدوحة، يرجع تاريخها إلى 4000 ق.م

وصفت قطر بأنها مركز شهير للخيول وتربية الإبل خلال الفترة الأموية. في القرن الثامن بدأت تستفيد من موقعها الاستراتيجي التجاري في الخليج العربي وأصبحت مركزا لتجارة اللؤلؤ.
في فترة الفتن المتلاحقة من العصر العباسي، كانت قطر بين بلدان الساحل العربي على الخليج العربي التي ترعرع فيها الزنج وراجت دعوتهم ثم القرامطة حتى تلاشى أمرهم في القرن السابع للهجرة. كما حدث تطور كبير في صناعة اللؤلؤ في شبه الجزيرة العربية خلال العصر العباسي. رست السفن التي تبحر من البصرة إلى الهند والصين في موانئ قطر خلال هذه الفترة. الخزف الصيني والنقود والقطع الأثرية في غرب أفريقيا من تايلاند تم اكتشافها في قطر. تشير البقايا الأثرية من القرن التاسع إلى أن سكان قطر استخدموا ثروة أكبر لبناء منازل عالية الجودة ومباني عامة. تم بناء أكثر من 100 منزل من الحجر ومسجدين وحصن عباسي في مروب خلال هذه الفترة. ومع ذلك عندما انخفض ازدهار الخلافة في العراق كذلك حدث ذلك في قطر. يشار إلى قطر في الكتاب المسلم الذي صدر في القرن الثالث عشر لياقوت الحموي معجم البلدان والذي يلمح إلى عباءة القطريين المنسوجة بشكل جيد ومهاراتهم في تحسين وإنهاء الرماح.
تمت السيطرة على جزء كبير من شرق شبه الجزيرة العربية من قبل الدولة العصفورية في عام 1253م ولكن تم الاستيلاء على المنطقة من قبل أمير مملكة هرمز في عام 1320م. كانت اللؤلؤة القطرية توفر للمملكة أحد مصادر دخلها الرئيسية. في القرن الثامن الهجري استولى أسرة بني نبهان العمانيين على قطر. لم يطل مقامهم بها وتناوب عليها بعدهم كثير من البحرينيين. في عام 1515م قام مانويل الأول ملك البرتغال بتأييد مملكة هرمز. استولت البرتغال على جزء كبير من شرق شبه الجزيرة العربية في 1521م. في عام 1537 أرسل السلطان العثماني سليمان القانوني أسطولاً بقيادة سليمان باشا والي مصر لطرد البرتغاليين وتمكن هذا الأسطول من القضاء على البرتغاليين وطردهم من هذه البلاد واستولى على البحرين والقطيف وقطر. في عام 1550م قدم سكان الأحساء طوعًا إلى حكم العثمانيين وفضلوهم عن البرتغاليين. بعد الإبقاء على وجود عسكري ضئيل في المنطقة طرد العثمانيون من قبل قبيلة بني خالد في 1670م.

### الحكم البحريني والسعودي (1783-1868)

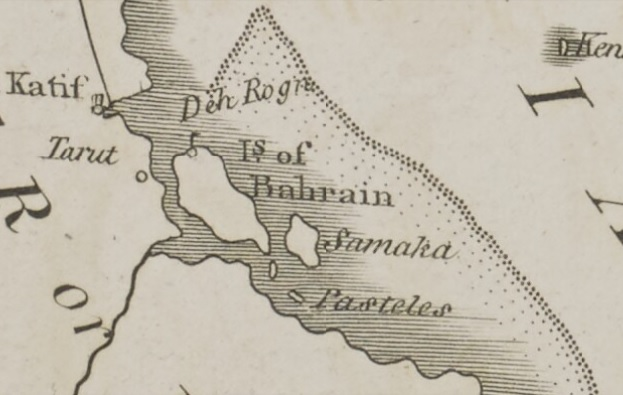
خريطة شرق الجزيرة العربية في 1794.

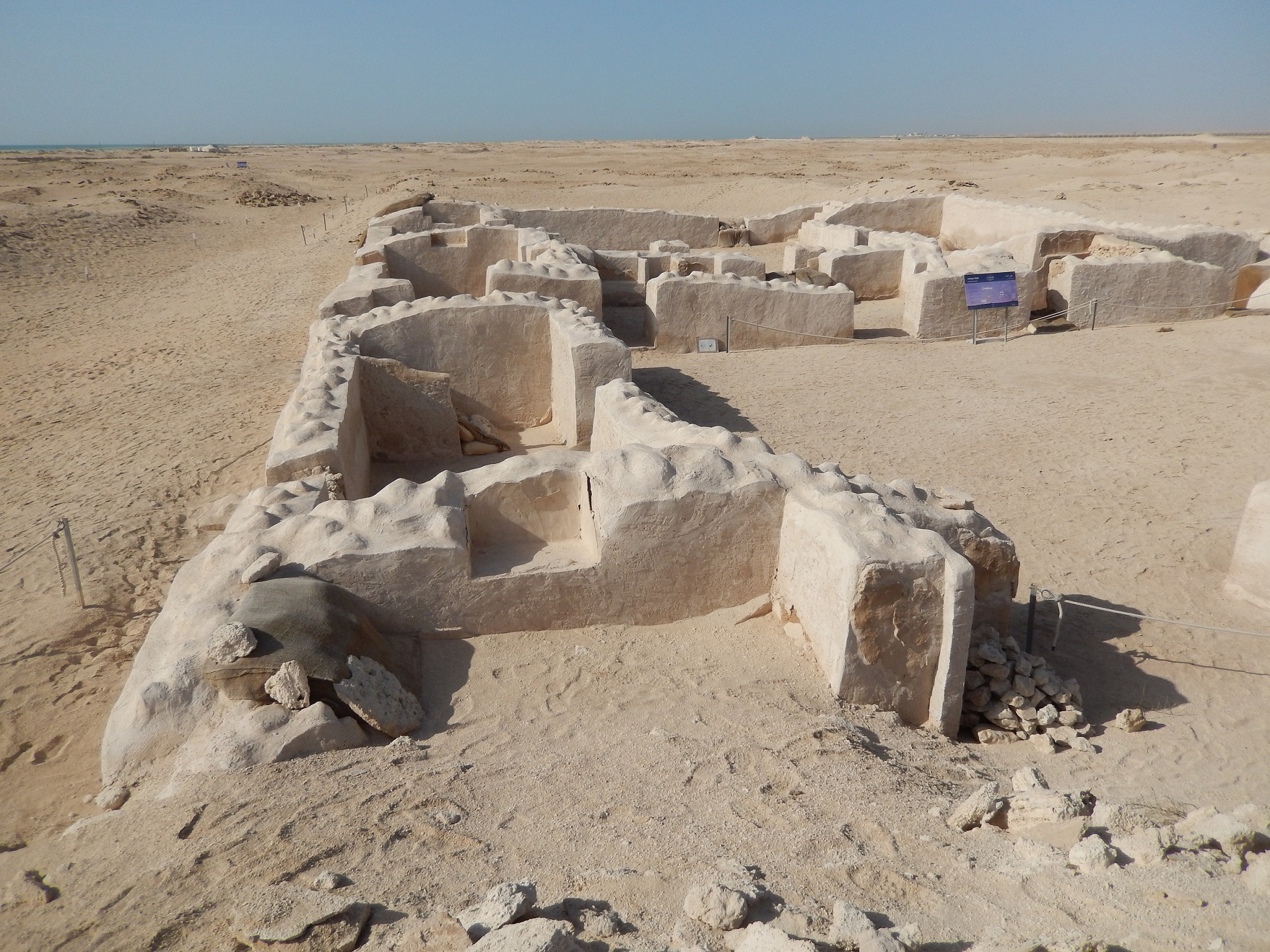
جزء مستعاد جزئيا من بلدة الزبارة المدمرة.

في عام 1766 هاجرت قبيلة العتوب آل خليفة من الكويت إلى الزبارة في قطر. بحلول وقت وصولهم كان بنو خالد يمارسون سلطة ضعيفة على شبه الجزيرة وليس حجبا أن أكبر قرية كان يحكمها فرد من بني خالد. في عام 1783م غزت عشائر العتوب والقبائل العربية المتحالفة ومقرها قطر البحرين وضمتها من الفرس. فرض آل خليفة سلطتهم على البحرين ووسعوا نطاق سلطتهم إلى كامل قطر.
بعد تعيين سعود الكبير بن عبد العزيز بن محمد آل سعود وليًا للعهد في الدولة السعودية الأولى عام 1788م فقد انتقل إلى توسيع دولته شرقًا نحو الخليج العربي وقطر. بعد هزيمة بني خالد في عام 1795م تعرضت الدولة السعودية لهجوم على جبهتين. العثمانيون والمصريون اعتدوا على الجبهة الغربية في حين أن آل خليفة في البحرين والعمانيين شنوا هجومًا ضد الجبهة الشرقية. بعد أن علم سعود الكبير بتطورات المصريين على الحدود الغربية في عام 1811م خفض حاميته في البحرين والزبارة من أجل إعادة وضع قواته. استفاد سعيد بن سلطان سلطان مسقط من هذه الفرصة وداهم الحاميات السعودية على الساحل الشرقي وأضرم النار في حصن الزبارة. عاد آل خليفة إلى السلطة بعد ذلك.
كعقاب على القرصنة قصفت سفينة تابعة لشركة الهند الشرقية الدوحة في عام 1821م مما أدى إلى تدمير المدينة وإجبار مئات السكان على الفرار. في عام 1825م تم تأسس حكم عائلة آل ثاني من بني تميم بتعيين محمد بن ثاني آل ثاني أميرًا على قطر و ذلك بعد فترة من قدومهم من نجد.
على الرغم من أن دولة قطر كانت تتمتع بالوضع القانوني للتبعية إلا أن هناك شعور شعبي بالاستياء من آل خليفة. في عام 1867م أرسل آل خليفة مع حاكم أبوظبي قوة بحرية ضخمة إلى الوكرة في محاولة لسحق المتمردين القطريين. أدى ذلك إلى الحرب القطرية البحرينية البحرية من 1867 إلى 1868م حيث قامت قوات البحرين وأبو ظبي بسرقة ونهب الدوحة والوكرة. ومع ذلك فإن الأعمال العدائية البحرينية تنتهك المعاهدة العامة للسلام 1820. أدى التوغل المشترك بالإضافة إلى الهجوم المضاد القطري إلى أن يقوم الوكيل السياسي البريطاني لويس بيلي بفرض تسوية في عام 1868م. كانت مهمته في البحرين وقطر التي نتجت عنه معاهدة السلام أهم حدث لأنه تم الاعتراف ضمنا بانفصال قطر عن البحرين والاعتراف صراحة بحكم محمد بن ثاني. بالإضافة إلى إخضاع البحرين لرفضها الاتفاق طلبت المحمية البريطانية التفاوض مع ممثل من قطر وهو الدور الذي تم من خلاله اختيار محمد بن ثاني للوفاء به. نتجت المفاوضات عن تعريف هوية سياسية للوطن الوليد على الرغم من أنه لم يحصل على مكانة رسمية كمحمية حتى عام 1916م.

### الحكم العثماني (1871-1915)

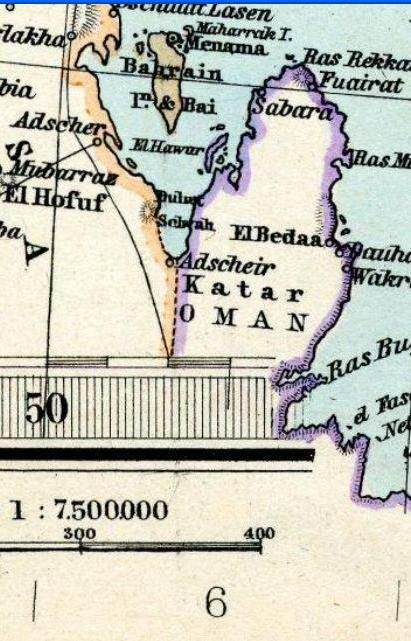
قطر حسب خريطة أدولف تسيلر عام 1891.

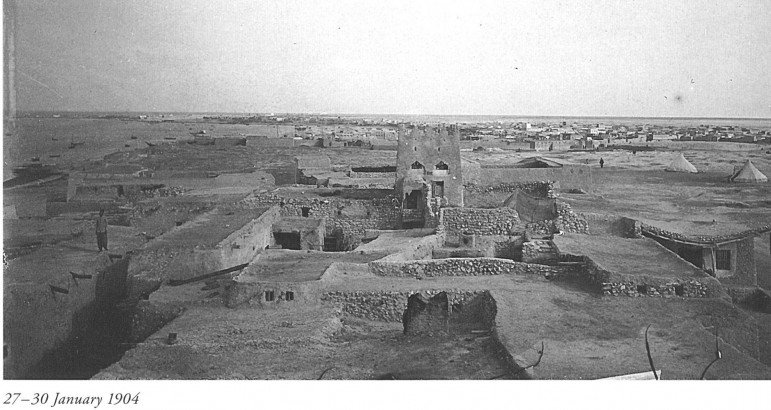
مدينة الدوحة القديمة، يناير 1904.

تحت ضغوط عسكرية وسياسية من حاكم ولاية بغداد العثمانية مدحت باشا وافقت عائلة آل ثاني الحاكمة على الخضوع للحكم العثماني في عام 1871م. فرضت الحكومة العثمانية إجراءات الإصلاح (التنظيمات العثمانية) المتعلقة بالضرائب وتسجيل الأراضي لإدماج هذه المناطق بالكامل في الإمبراطورية. على الرغم من رفض القبائل المحلية واصل آل ثاني دعم الحكم العثماني. ومع ذلك سرعان ما ركدت العلاقات القطرية العثمانية وفي عام 1882م عانوا من مزيد من النكسات عندما رفض العثمانيون مساعدة آل ثاني في حملتهم لتحرير الخور التي تحتلها أبوظبي. بالإضافة إلى ذلك دعم العثمانيون التابع العثماني محمد بن عبد الوهاب الذي حاول أن يحل محل آل ثاني كقائم مقام قطر في عام 1888م. أدى ذلك في نهاية المطاف إلى ثورة آل ثاني ضد العثمانيين الذين يعتقد أنهم كانوا يسعون إلى السيطرة على شبه الجزيرة. استقال قائم مقام وتوقفوا عن دفع الضرائب في أغسطس 1892م.
في فبراير 1893م وصل محمد حافظ باشا إلى قطر في محاولة للحصول على ضرائب غير مدفوعة واعترض جاسم بن محمد على الإصلاحات الإدارية العثمانية المقترحة. خوفا من أنه سيواجه الموت أو السجن عاد جاسم إلى الوجبة (10 أميال غرب الدوحة) برفقة عدد من أفراد القبائل. طلب محمد أن يحل جاسم قواته ويتعهد بولاؤه للعثمانيين الذي قوبل بالرفض. في مارس سجن محمد شقيق جاسم و 13 من زعماء القبائل القطريين البارزين على الفرقيطة العثمانية المريخ كعقاب على عصيانهم. بعد أن رفض محمد عرضا لإطلاق سراح الأسرى مقابل رسوم قدرها 10,000 ليرة أمر بتكوين جيش من حوالي 200 جندي للتقدم نحو قلعة الوجبة التابعة لجاسم تحت قيادة يوسف أفندي مما يشير إلى بداية معركة الوجبة.
تعرضت قوات أفندي لإطلاق نار كثيف من قبل قوات كبيرة من المشاة والفرسان القطريين بعد وقت قصير من وصوله إلى الوجبة. انسحبوا إلى قلعة شباكا حيث أجبروا مرة أخرى على الانسحاب من عملية توغل قطرية. بعد انسحابهم إلى قلعة البدع حاصر جيش جاسم المتطور القلعة مما أدى إلى هزيمة العثمانيين والاتفاق على التخلي عن أسرهم مقابل المرور الآمن لفرسان محمد باشا إلى الهفوف عن طريق البر. على الرغم من أن قطر لم تحصل على استقلال تام عن الإمبراطورية العثمانية إلا أن نتيجة المعركة فرضت معاهدة تشكل في وقت لاحق أساس دولة قطر الناشئة كدولة مستقلة داخل الإمبراطورية.

### الحكم البريطاني (1916-1971)

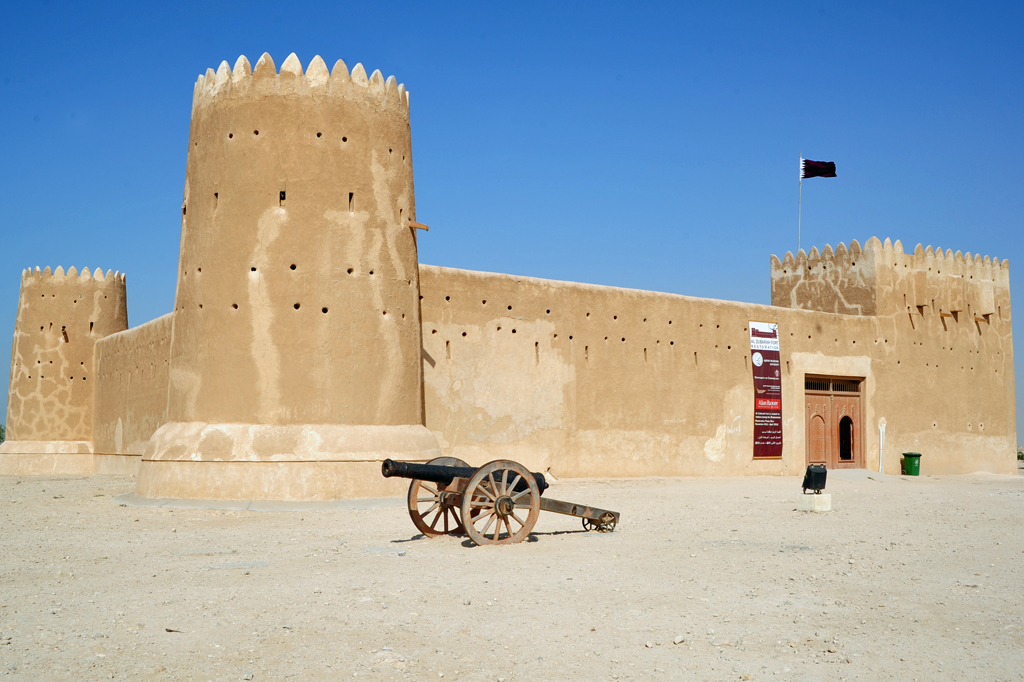
قلعة الزبارة التي بنيت حوالي سنة 1938.

سقطت الإمبراطورية العثمانية في الفوضى بعد أن خسرت معارك على جبهات مختلفة في مسرح الشرق الأوسط للحرب العالمية الأولى. شاركت قطر في الثورة العربية الكبرى ضد العثمانيين. كانت الثورة ناجحة وانحسر الحكم العثماني في البلاد. اعترفت المملكة المتحدة والإمبراطورية العثمانية بعبد الله بن قاسم آل ثاني وحق خلفائه في الحكم على شبه الجزيرة بأكملها. تخلى العثمانيون عن جميع حقوقهم في قطر وبعد اندلاع الحرب العالمية الأولى وأجبرهم عبد الله بن قاسم آل ثاني (الذي كان مؤيدا لبريطانيا) على التخلي عن الدوحة في عام 1915.
نتيجة لتقسيم الدولة العثمانية أصبحت قطر محمية بريطانية في 3 نوفمبر 1916. في ذلك اليوم وقعت المملكة المتحدة معاهدة مع عبد الله بن قاسم آل ثاني لإدخال قطر في إطار نظامها المتصالح للإدارة. في حين وافق عبد الله على عدم الدخول في أي علاقات مع أي سلطة أخرى دون موافقة مسبقة من الحكومة البريطانية فإن البريطانيين يضمنون حماية قطر من جميع الاعتداءات عن طريق البحر. في 5 مايو 1935 وقع عبد الله على معاهدة أخرى مع الحكومة البريطانية التي منحت قطر الحماية ضد التهديدات الداخلية والخارجية. تم اكتشاف احتياطيات النفط لأول مرة في عام 1939. ومع ذلك تأخر الاستغلال بسبب الحرب العالمية الثانية.
بدأ تأثير الإمبراطورية البريطانية يتناقص بعد الحرب العالمية الثانية وخاصة بعد استقلال الهند وباكستان في عام 1947. في الخمسينات بدأ النفط يحل محل صيد اللؤلؤ والسمك كمصدر رئيسي للدخل في قطر. بدأت عائدات النفط في تمويل وتوسيع وتحديث البنية التحتية في قطر. ازداد الضغط على الانسحاب البريطاني من الإمارات العربية المتحدة في الخليج العربي خلال الخمسينيات. عندما أعلنت بريطانيا رسميا في عام 1968 أنها ستفصل سياسيا عن الخليج العربي خلال ثلاث سنوات وانضمت قطر إلى البحرين وسبع من إمارات الساحل المتصالح في اتحاد. غير أن النزاعات الإقليمية أجبرت قطر على الابتعاد عنهم وإعلان الاستقلال عن التحالف الذي سيتحول في النهاية إلى دولة الإمارات العربية المتحدة.

### الاستقلال وبعده (1971 إلى الوقت الحاضر)

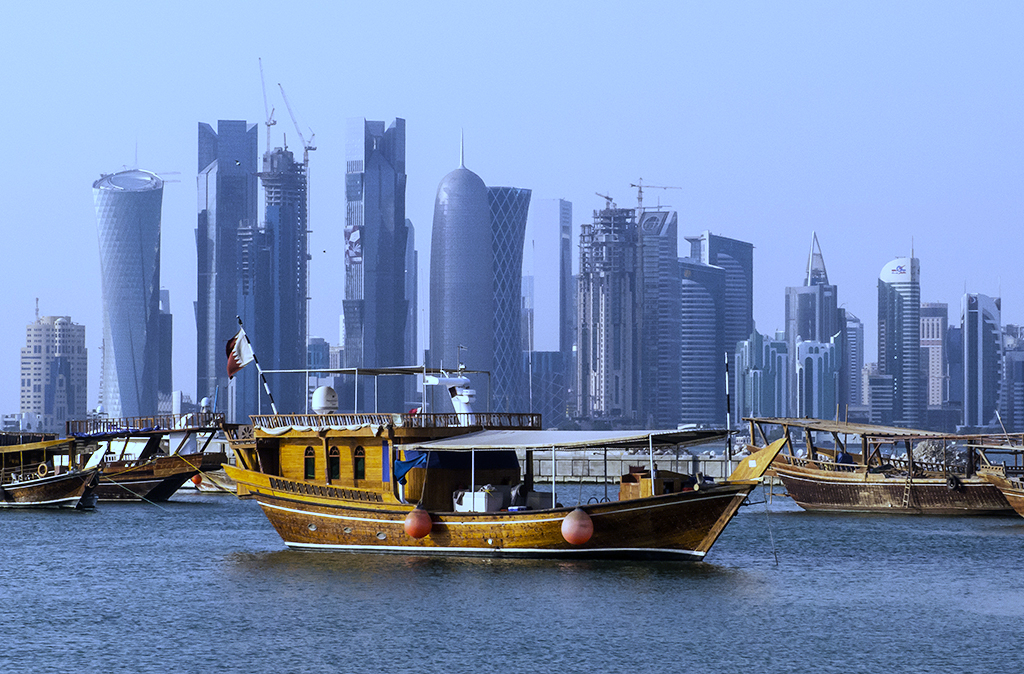
سفينة داو التقليدية في الخليج الغربي لكورنيش الدوحة.

دخلت دولة قطر في هدنة بحرية عامة مع المملكة المتحدة في عام 1968. أبرمت معاهدة عامة بين الاثنين في 3 نوفمبر 1916. كانت المعاهدة العامة تعهد بالسياسة الخارجية والدفاع إلى المملكة المتحدة ولكنها سمحت بالاستقلال الداخلي. في 3 سبتمبر 1971 أنهيت «الترتيبات التعاهدية الخاصة» التي «لا تتفق مع المسؤولية الدولية الكاملة كدولة مستقلة ذات سيادة». تم ذلك بموجب اتفاق تم التوصل إليه بين حاكم قطر وحكومة المملكة المتحدة.
في عام 1991 لعبت قطر دورًا هامًا في حرب الخليج الثانية وخاصة خلال معركة الخفجي حيث دخلت الدبابات القطرية في شوارع البلدة وقدمت دعما للحرائق لوحدات الحرس الوطني السعودي التي كانت مشتبكة مع قوات الجيش العراقي. سمحت قطر لقوات التحالف من كندا باستخدام البلاد كقاعدة جوية لإنطلاق الطائرات في دوريات جوية قتالية كما سمحت للقوات الجوية من الولايات المتحدة وفرنسا بالعمل في أراضيها.
في عام 1995 سيطر حمد بن خليفة آل ثاني على البلاد بعد عزل والده خليفة بن حمد آل ثاني بدعم من القوات المسلحة ومجلس الوزراء فضلاً عن الدول المجاورة وفرنسا. في ظل حمد شهدت قطر درجة معتدلة من التحرر بما في ذلك إطلاق قناة الجزيرة عام 1996 وتأييد حق النساء في التصويت في الانتخابات البلدية عام 1999 وصياغة دستورها المكتوب الأول عام 2005 وافتتاح كنيسة الروم الكاثوليك عام 2008. في عام 2010 فازت قطر بحق استضافة كأس العالم لكرة القدم 2022 مما يجعلها أول دولة في الشرق الأوسط يتم اختيارها لاستضافة البطولة. أعلن الأمير عن خطط قطر لإجراء أول انتخابات تشريعية وطنية في عام 2013. كان من المقرر عقدها في يونيو 2013 ولكن أُجِّلَت حتى عام 2019.
في عام 2003 عملت قطر كمقر للقيادة المركزية الأمريكية وأحد مواقع الإطلاق الرئيسية لغزو العراق. في مارس 2005 قتل تفجير انتحاري معلم بريطاني في مسرح لاعبي الدوحة مما أذهل البلاد التي لم تشهد من قبل أعمالًا إرهابية. التفجير نفذه عمر أحمد عبد الله علي وهو مواطن مصري في قطر كان يشتبه في ارتباطه بتنظيم القاعدة في جزيرة العرب. في عام 2011 انضمت قطر إلى عمليات حلف شمال الأطلسي في ليبيا وقامت بتسليح جماعات المعارضة الليبية. كما أنها حاليًا الممول الرئيسي لأسلحة الجماعات المتمردة في الحرب الأهلية السورية. تسعى قطر إلى التوصل إلى اتفاق سلام أفغاني وفي يناير 2012 قالت حركة طالبان الأفغانية أنها تقوم بإنشاء مكتب سياسي في قطر لتسهيل المحادثات. تم ذلك من أجل تسهيل مفاوضات السلام وبدعم من بلدان أخرى بما فيها الولايات المتحدة وأفغانستان. قال أحمد رشيد في صحيفة فاينانشال تايمز أنه من خلال مكتب قطر "سهلت الاجتماعات بين طالبان والعديد من الدول والمنظمات بما فيها وزارة الخارجية الأمريكية والأمم المتحدة واليابان والعديد من الحكومات الأوروبية والمنظمات غير الحكومية الذين كانوا يحاولون دفع فكرة محادثات السلام إلى الأمام. قال أن الاقتراحات التي قدمها رئيسا الولايات المتحدة وأفغانستان في سبتمبر 2017 أدت إلى احتجاجات من كبار المسؤولين في وزارة الخارجية الأمريكية.
في يونيو 2013 أصبح تميم بن حمد آل ثاني أميرًا على قطر بعد أن سلمه والده السلطة في خطاب تلفزيوني. أعطى تميم الأولوية لتحسين الرفاه المحلي للمواطنين والذي يتضمن إنشاء أنظمة الرعاية الصحية والتعليم المتقدمة وتوسيع البنية التحتية للبلاد استعدادًا لاستضافة كأس العالم 2022.
شاركت قطر في التدخل العسكري في اليمن الذي تقوده السعودية ضد الحوثيين والقوات الموالية للرئيس السابق علي عبد الله صالح الذي أطيح به في انتفاضات الربيع العربي عام 2011.
في يونيو 2017 قطعت مصر والمملكة العربية السعودية والإمارات العربية المتحدة والبحرين العلاقات الدبلوماسية مع قطر مستشهدة بالدعم المزعوم الذي تقدمه البلاد للمجموعات التي تعتبرها متطرفة.

## السياسة

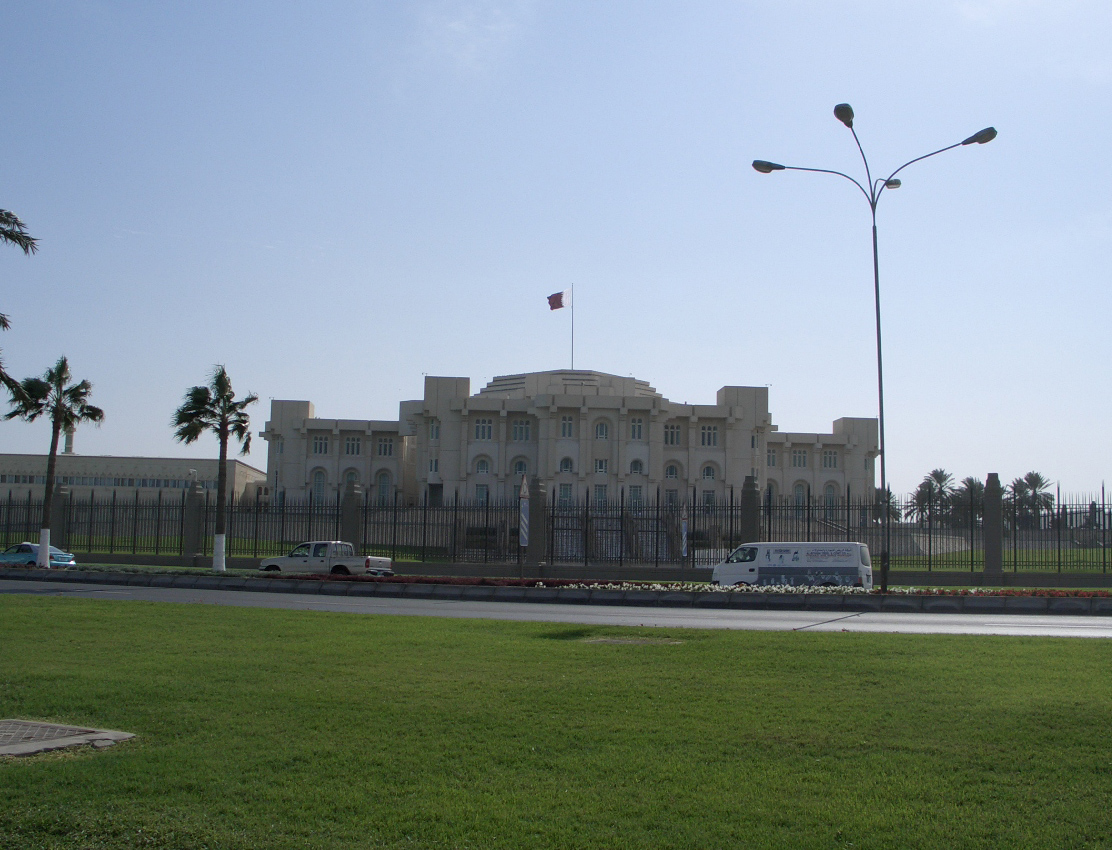
الديوان الأميري في الدوحة، قطر

قطر هي إما ملكية دستورية أو ملكية مطلقة تحكمها عائلة آل ثاني. كانت أسرة آل ثاني حاكمة في قطر منذ تأسيس السلالة في عام 1825. في عام 2003 اعتمدت قطر دستورا ينص على الانتخاب المباشر ل 30 عضوا من أعضاء المجلس التشريعي البالغ عددهم 45 عضوا. أقر الدستور بأغلبية ساحقة في استفتاء مع ما يقرب من 98٪ لصالحه.
أمير قطر الثامن هو تميم بن حمد آل ثاني الذي سلمه والده حمد بن خليفة آل ثاني السلطة في 25 يونيو 2013. الأمير له السلطة الحصرية لتعيين وعزل رئيس الوزراء ووزراء مجلس الوزراء الذين يشكلون معا مجلس الوزراء الذي هو السلطة التنفيذية العليا في البلاد. كما يقوم مجلس الوزراء بالتشريع. تحال القوانين والمراسيم التي يقترحها مجلس الوزراء إلى مجلس الشورى للمناقشة التي تقدم بعدها إلى الأمير للتصديق عليها. للمجلس الاستشاري سلطة تشريعية محدودة في صياغة القوانين والموافقة عليها إلا أن الأمير له القول النهائي في جميع المسائل. يتألف المجلس الحالي بالكامل من أعضاء يعينهم الأمير. لم تجر انتخابات تشريعية منذ عام 1970 عندما أجريت انتخابات جزئية. تم تأجيل الانتخابات التشريعية حتى عام 2019.
لا يسمح القانون القطري بإنشاء هيئات سياسية أو نقابات.

### قانون الشريعة
وفقا لدستور قطر فإن الشريعة الإسلامية هي المصدر الرئيسي للتشريع القطري. على الرغم من أن النظام القانوني في قطر هو في الواقع مزيج من القانون المدني والقانون الشرعي. يطبق القانون الشرعي على قانون الأسرة والميراث والعديد من الأعمال الإجرامية (بما في ذلك الزنا والسطو والقتل). في بعض الحالات تعامل محاكم الأسرة التي تتخذ من الشريعة الإسلامية شهادة المرأة بأنها تبلغ نصف شهادة الرجل. تم إدخال قانون الأسرة المقنن في عام 2006. يسمح بتعدد الزوجات للمسلمين.
العقوبة الجسدية القضائية شائعة في قطر، يتم استخدام الجلد كعقاب على شرب الكحول أو العلاقات الجنسية غير المشروعة. المادة 88 من القانون الجنائي القطري تعلن أن عقوبة الزنا 100 جلدة وفي عام 2006 تلقت امرأة فلبينية تلك العقوبة. في عام 2010 حكم على ما لا يقل عن 18 شخصا (معظمهم من الأجانب) بتلقي ما بين 40 و 100 جلدة بسبب جرائم تنطوي على «علاقات جنسية غير مشروعة» أو شرب الكحول. في عام 2011 حكم على ما لا يقل عن 21 شخصا (معظمهم من الأجانب) ما بين 30 و 100 جلدة لنفس الأسباب. وفي عام 2012 حكم على ستة مغتربين إما 40 أو 100 جلدة. المسلمون اللائقون طبيا هم وحدهم الذين يتعرضون لهذه الأحكام. من غير المعروف ما إذا كانت الأحكام قد نفذت. في أبريل 2013 حكم على مغترب مسلم ب 40 جلدة لشرب الكحول، وفي يونيو 2014 حكم على مغترب مسلم ب 40 جلدة لشرب الكحول والقيادة تحت تأثيره. الرجم هو العقاب القانوني في قطر، والردة والمثلية هي جرائم يعاقب عليها بعقوبة الإعدام. يمكن أن يؤدي التجديف إلى السجن لمدة تصل إلى سبع سنوات في حين أن التبشير يمكن أن يصدر حكما بالسجن لمدة 10 سنوات.

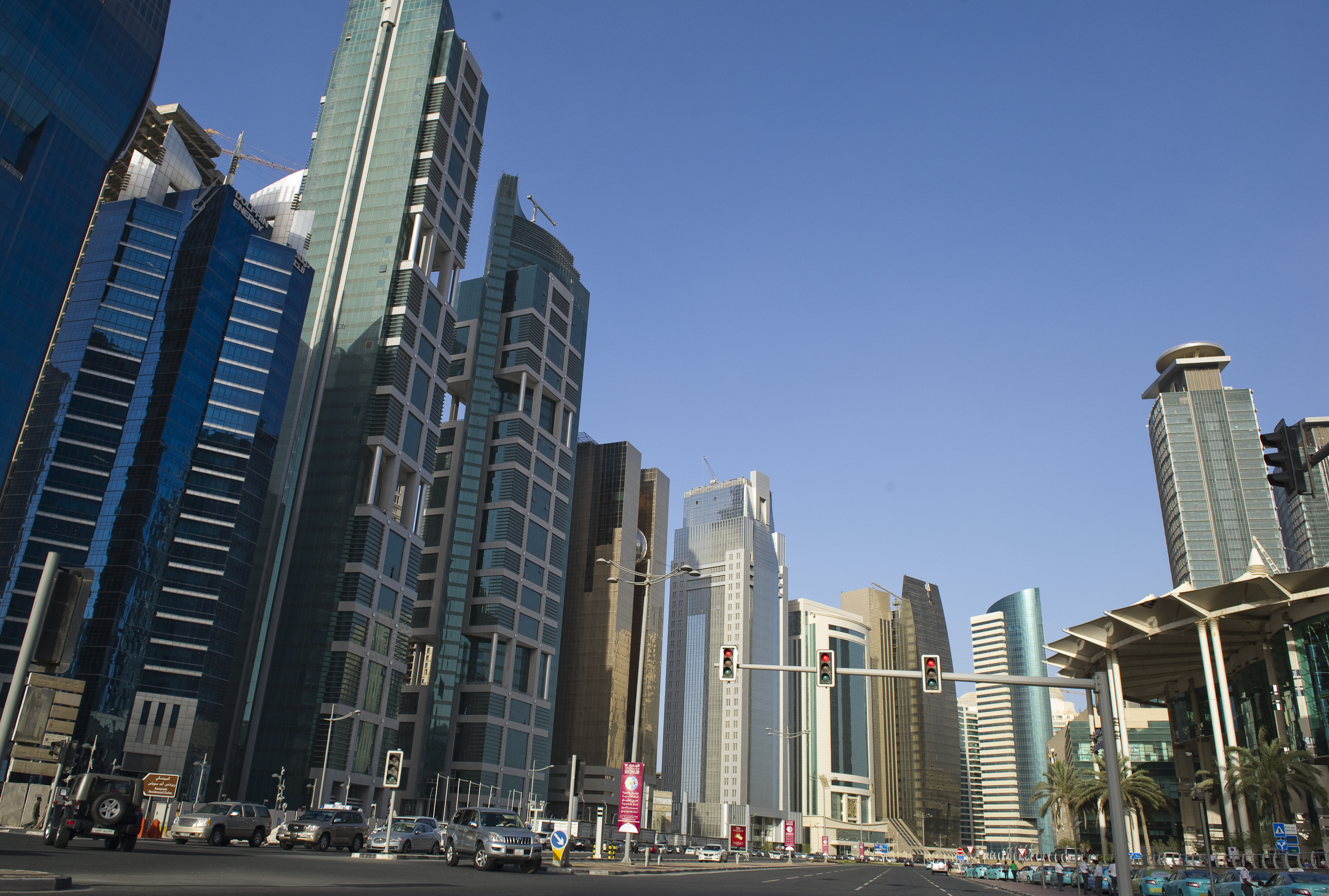
الحي التجاري بالدوحة.

يعتبر شرب الكحول قانونيا جزئيا في قطر وفي بعض الفنادق الفاخرة من فئة الخمس نجوم مسموح لها ببيع الكحول لزبائنها غير المسلمين. لا يسمح للمسلمين بشرب الكحول ويتعرض المسجونون لشربها للجلد أو الترحيل. يمكن للمقيمين غير المسلمين الحصول على تصريح لشراء الكحول للشرب الشخصي. يسمح لشركة قطر للتوزيع (وهي شركة تابعة للخطوط الجوية القطرية) باستيراد الكحول ولحم الخنزير وهي تقوم بتشغيل متجر واحد فقط لبيع الخمور في البلاد والتي تبيع أيضا لحم الخنزير لحاملي تراخيص الخمور. كما أبدى المسؤولون القطريون استعدادهم للسماح للكحول في «مناطق المشجعين» في كأس العالم لكرة القدم 2022.
حتى عام 2011 سمح للمطاعم في لؤلؤة قطر (جزيرة من صنع الإنسان بالقرب من الدوحة) بتقديم المشروبات الكحولية. لكن في ديسمبر 2011 قيل لمطاعم لؤلؤة قطر أن تتوقف عن بيع الكحول. لم يُقَدَّم أي تفسير للحظر على الرغم من أن التكهنات شملت تشجيع صورة أكثر وهمية قبل انتخابات كبيرة وشائعات عن نزاع مالي بين الحكومة ومطوري المنتجع. رُفِع حظر الكحول في وقت لاحق.
في عام 2014 أُطلِقَت حملة تواضع لتذكير السياح باللباس التقليدي للبلاد. نصح السياح بعدم ارتداء الملابس الداخلية أو التنانير القصيرة أو الفساتين بدون أكمام أو الملابس القصيرة أو الضيقة في الأماكن العامة. حُذِّر الرجال من ارتداء السراويل القصيرة والملابس الداخلية فقط.

### حقوق الإنسان

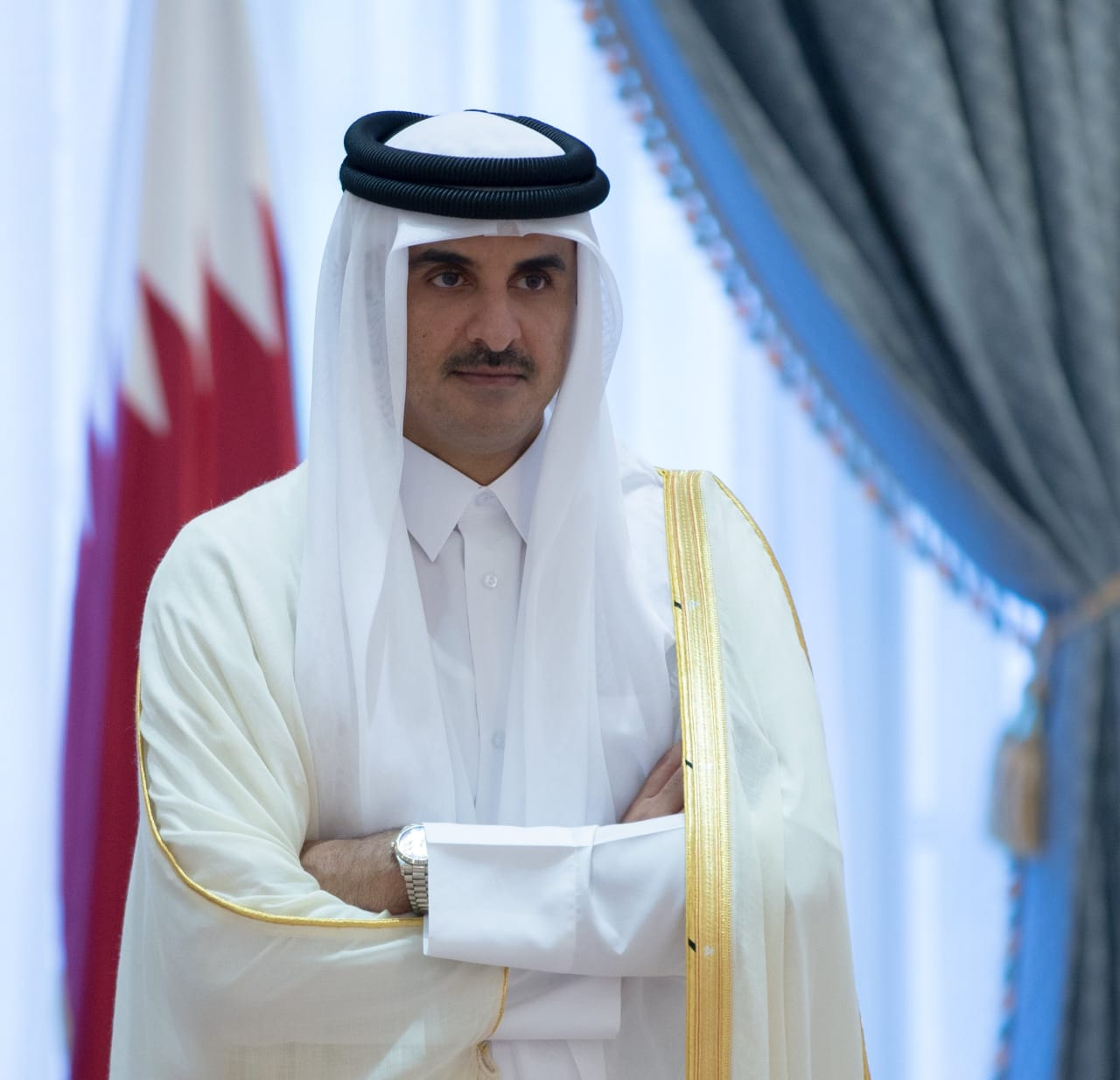
تميم بن حمد بن خليفة آل ثاني أمير قطر منذ 2013م.

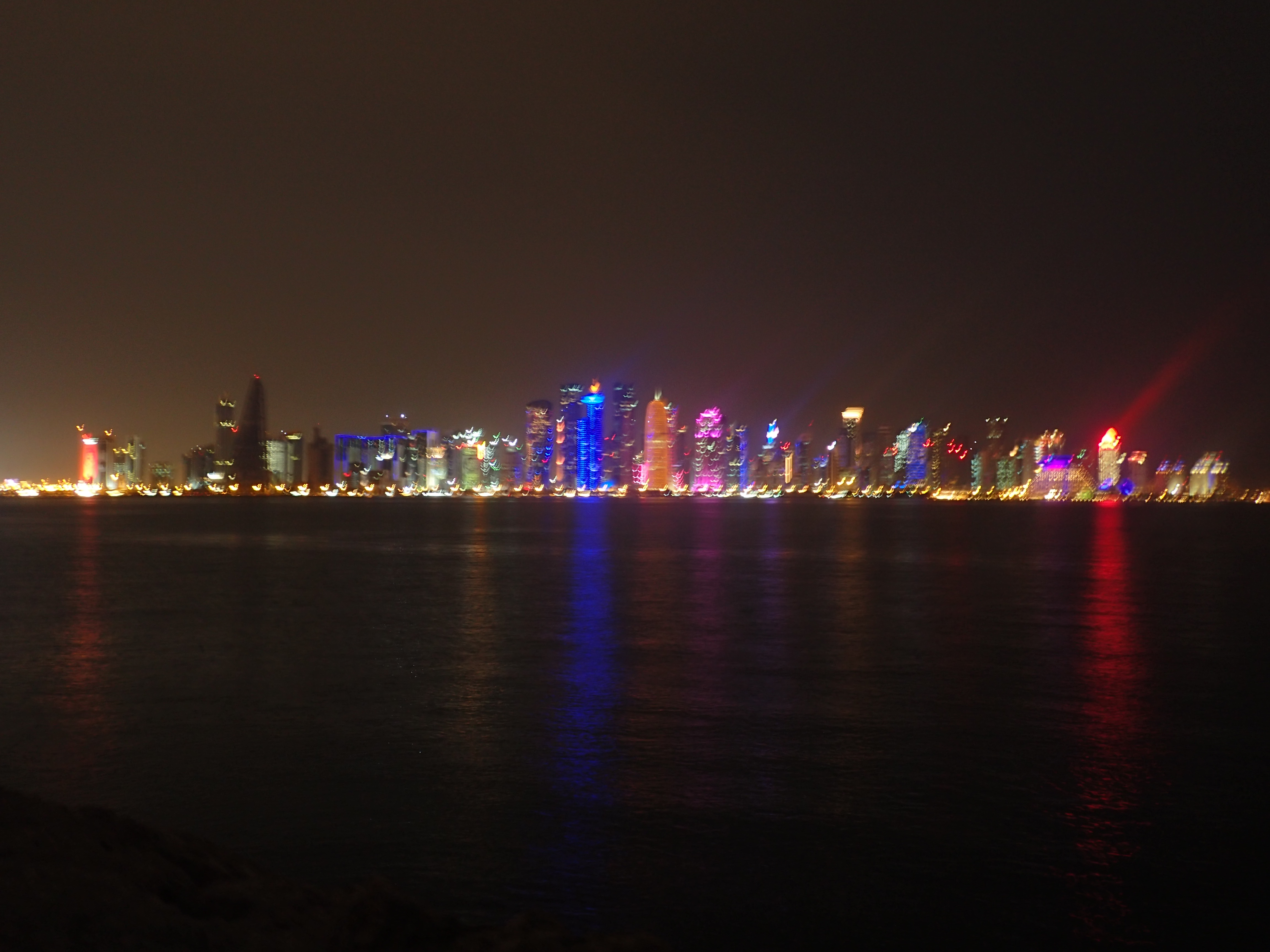
العاصمة الدوحة ليلًا.

وفقا لوزارة الخارجية الأمريكية فإن العمال المغتربين من الدول في جميع أنحاء آسيا وأجزاء من إفريقيا يهاجرون طوعا إلى قطر كعمال ذوي مهارات منخفضة أو خدم منازل ولكن بعضهم يواجه في وقت لاحق شروطا تدل على العبودية غير الطوعية. تشمل بعض الانتهاكات الأكثر شيوعا لحقوق العمال الضرب وحجب الدفع وتحصيل العمال على الاستحقاقات التي يتحملها صاحب العمل والقيود المفروضة على حرية التنقل (مثل مصادرة جوازات السفر ووثائق السفر وتصاريح الخروج) والاحتجاز التعسفي والتهديدات بالإجراءات القانونية والاعتداء الجنسي. دفع العديد من العمال الوافدين الذين يصلون إلى العمل في قطر رسومًا باهظة إلى شركات التوظيف في بلدانهم الأصلية.
اعتبارا من عام 2014 تنص بعض أحكام القانون الجنائي القطري على فرض عقوبات مثل الجلد والرجم كعقوبات جنائية. وجدت لجنة الأمم المتحدة لمناهضة التعذيب أن هذه الممارسات تشكل خرقًا للالتزامات التي تفرضها اتفاقية الأمم المتحدة لمناهضة التعذيب. تحتفظ قطر بعقوبة الإعدام ولا سيما التهديدات الموجهة ضد الأمن القومي مثل الإرهاب. استخدام عقوبة الإعدام نادر الحدوث ولم تنفذ أي عمليات إعدام حكومية في قطر منذ عام 2003. في قطر تعتبر الأعمال المثلية غير قانونية ويمكن معاقبتها بالإعدام.
بموجب أحكام قانون الكفالة في قطر يتمتع الرعاة بالسلطة من جانب واحد لإلغاء تصاريح إقامة العمال وحرمان العمال من تغيير أصحاب العمل والإبلاغ عن العامل بأنه «فار» لسلطات الشرطة ومنع الإذن بمغادرة البلاد. نتيجة لذلك قد تقيد الجهات الراعية تحركات العمال والعمال قد يخشون الإبلاغ عن الانتهاكات أو المطالبة بحقوقهم. وفقا لاتحاد النقابات الدولي يسمح نظام رعاية التأشيرات بتفريغ العمل الجبري من خلال جعله من الصعب على العامل المهاجر مغادرة صاحب عمل مسيء أو السفر إلى الخارج دون إذن. كما أن قطر لا تحافظ على معايير الأجور لعمالها المهاجرين. كلفت قطر شركة المحاماة الدولية دلا بايبر بإعداد تقرير يحقق في نظام العمالة المهاجرة. في مايو 2014 أصدرت دلا بايبر أكثر من 60 توصية لإصلاح نظام الكفالة بما في ذلك إلغاء تأشيرات الخروج وإدخال الحد الأدنى للأجور التي تعهدت قطر بتنفيذها.
في مايو 2012 أعلن المسؤولون القطريون عزمهم على السماح بإنشاء نقابة مستقلة. كما أعلنت قطر أنها ستلغي نظام الكفيل الخاص بالعمال الأجانب والذي يتطلب أن يكون جميع العمال الأجانب تحت رعاية أصحاب العمل المحليين. تشمل التغييرات الإضافية في قوانين العمل حكمًا يضمن دفع جميع رواتب العمال مباشرة إلى حساباتهم المصرفية والقيود الجديدة على العمل في الهواء الطلق في أهم الساعات خلال فصل الصيف. أعلن مشروع قانون جديد أعلن في أوائل عام 2015 أن الشركات التي لا تدفع أجور العمال في الوقت المحدد قد تفقد مؤقتًا قدرتها على توظيف المزيد من الموظفين.
في أكتوبر 2015 وقع أمير قطر قانونا على إصلاحات جديدة لنظام الكفالة في البلاد مع دخول القانون الجديد حيز التنفيذ في غضون عام واحد. يدعي النقاد أن التغييرات قد تفشل في معالجة بعض قضايا حقوق العمال.
منح البلد النساء في الوقت نفسه مع الرجال حق التصويت فيما يتعلق بانتخابات عام 1999 لمجلس البلديات المركزي. كانت هذه الانتخابات - وهي الأولى من نوعها في قطر - قد عقدت عمدًا في 8 مارس 1999 الذي يصادف اليوم العالمي للمرأة.

### العلاقات الخارجية

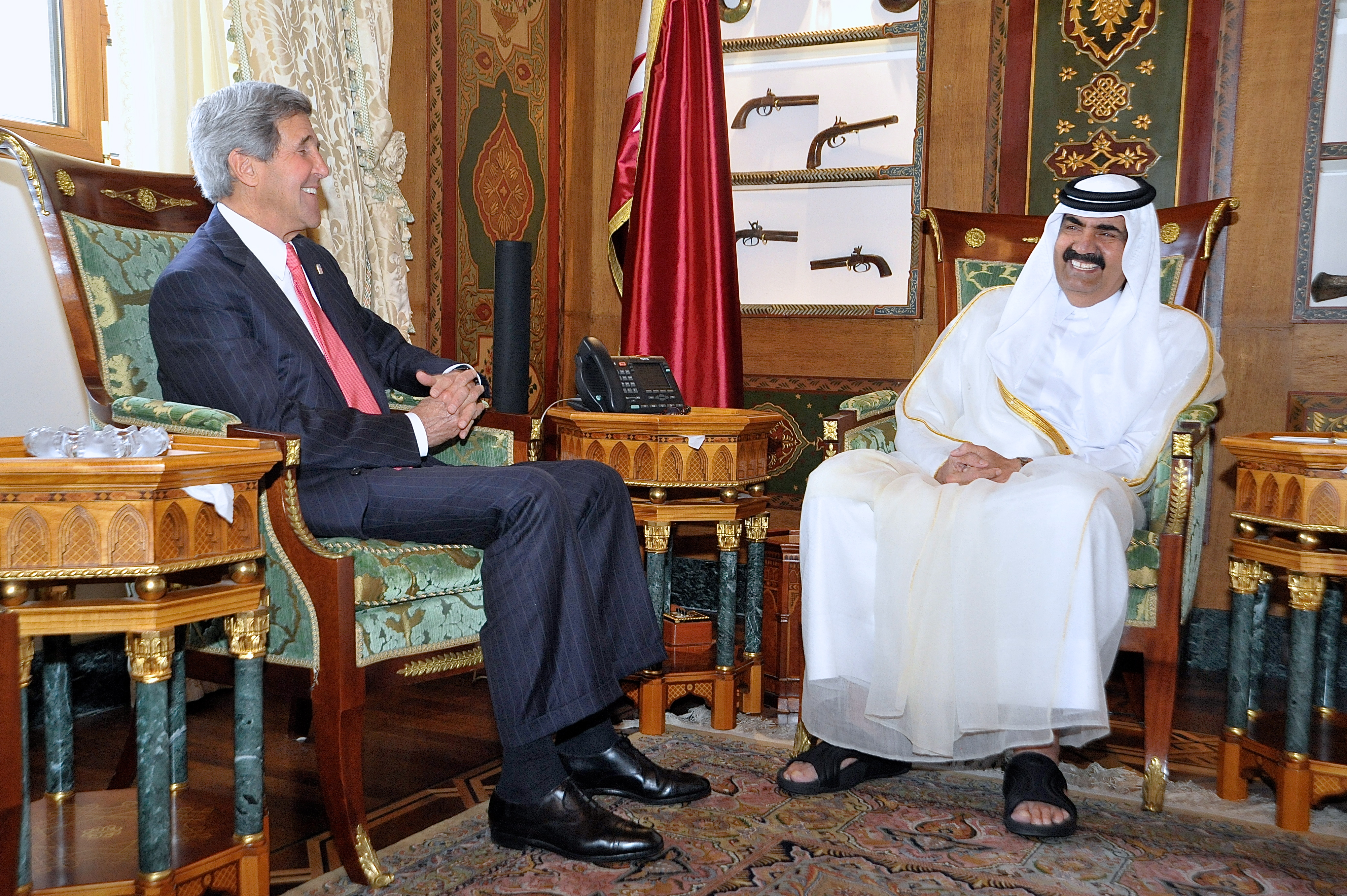
الأمير السابق حمد بن خليفة آل ثاني ووزير الخارجية الأمريكي جون كيري في عام 2013.

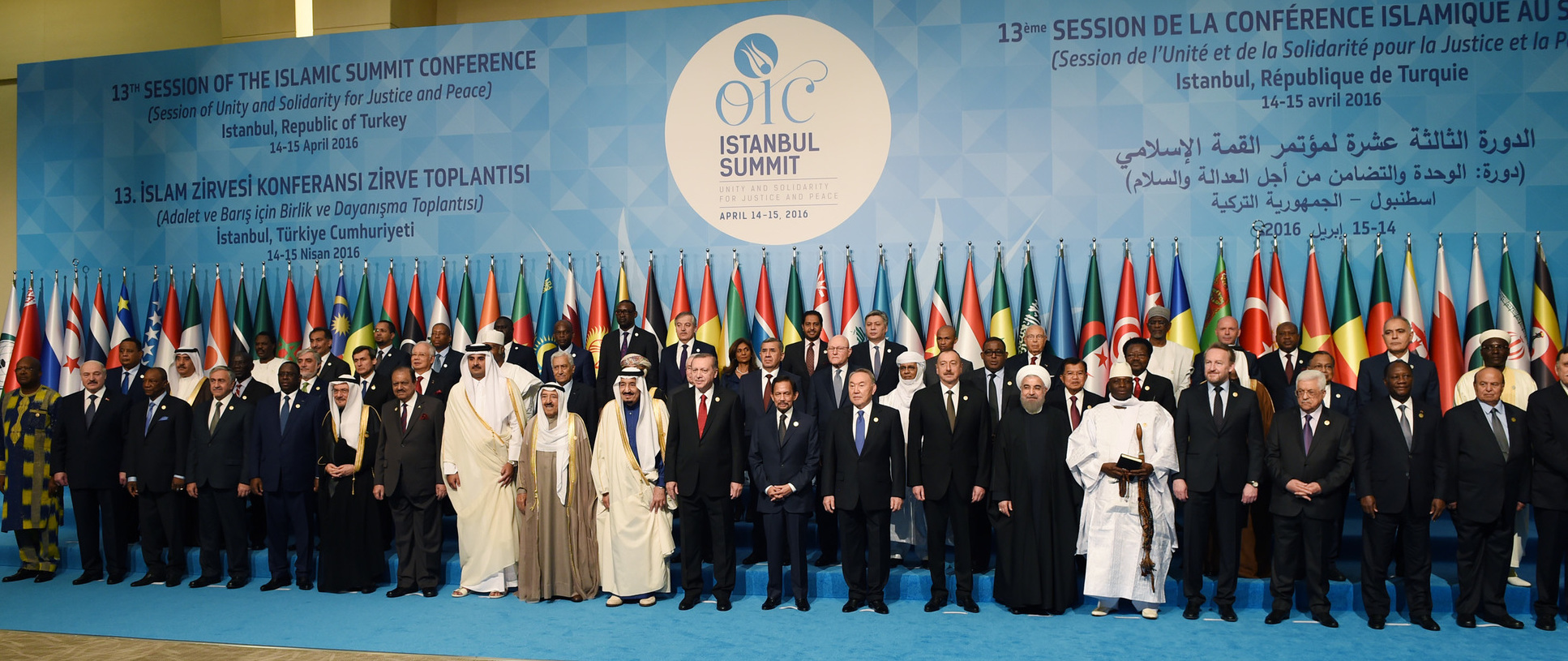
جلسة مؤتمر القمة الإسلامي في اسطنبول، تركيا.

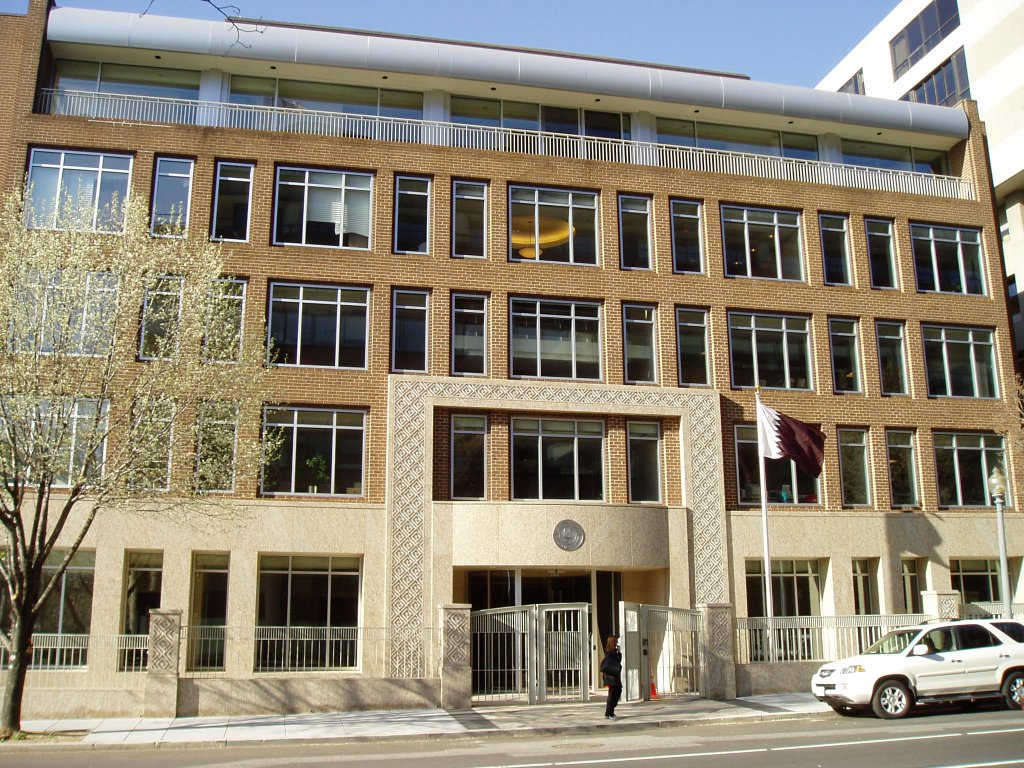
سفارة قطر في واشنطن العاصمة.

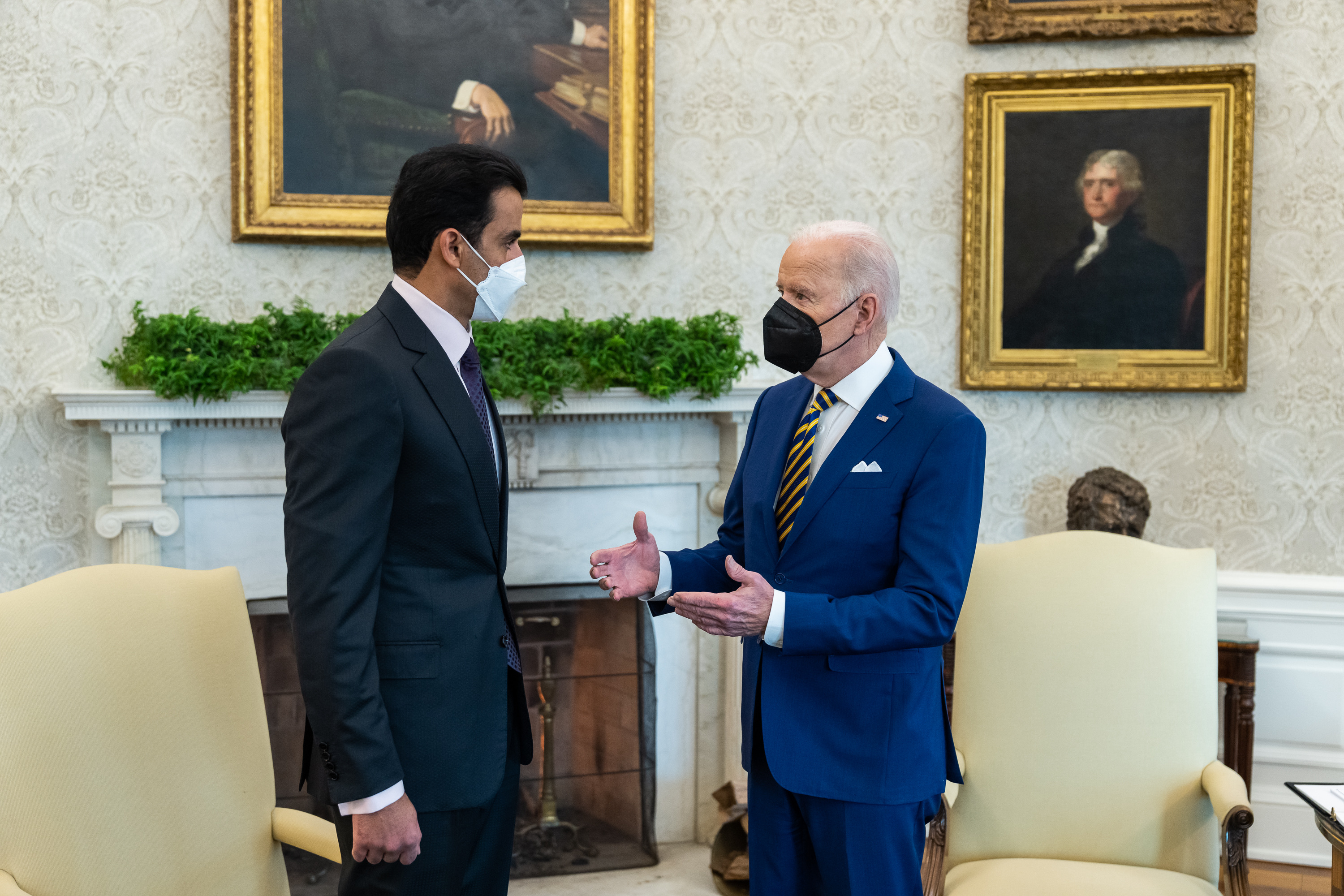
الرئيس الأمريكي جو بايدن يرحب بالشيخ تميم بن حمد آل ثاني الاثنين 31 يناير 2022، في البيت الأبيض.

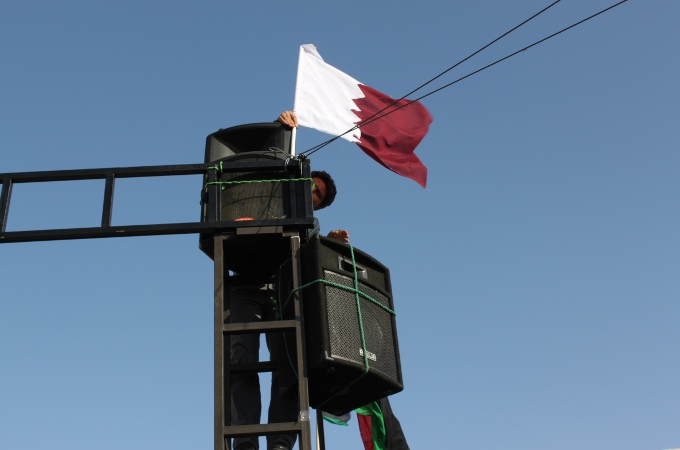
علم قطر في ليبيا بعد الحرب الأهلية الليبية. لعبت قطر دورا مؤثرا خلال الربيع العربي.

تسعى دولة قطر بوصفها بلدًا صغيرًا مع جيران أكبر إلى التأثير على النفوذ وحماية دولتها وسلالة حكمها. يقدم تاريخ التحالفات القطرية نظرة ثاقبة على أساس سياستها. في الفترة ما بين عامي 1760 و 1971 سعت قطر إلى الحصول على حماية رسمية من دول قوية وهي العثمانيين والبريطانيين وآل خليفة من البحرين والعرب والوهابيين من المملكة العربية السعودية. بالنسبة إلى بعض المحللين فإن دور قطر في الشؤون الدولية يمكن تحديده كقوة متوسطة. كانت قطر عضوا مبكرا في منظمة الدول المصدرة للنفط (أوبك) وعضوا مؤسسا في مجلس التعاون لدول الخليج العربية. قطر عضو في جامعة الدول العربية. لم يقبل البلد الولاية القضائية الإلزامية لمحكمة العدل الدولية.
لدى قطر أيضًا علاقات ثنائية مع مجموعة متنوعة من القوى الأجنبية. تستضيف قطر قاعدة العديد الجوية وهي قاعدة أمريكية بريطانية مشتركة تعمل كمركز لجميع العمليات الجوية الأمريكية والبريطانية في الخليج العربي. سمح للقوات الأمريكية والبريطانية باستخدام قاعدة جوية لإرسال الإمدادات إلى العراق وأفغانستان. طبقا للوثائق المسربة التي نشرت في صحيفة نيويورك تايمز فإن سجل قطر في جهود مكافحة الإرهاب هو «الأسوأ في المنطقة». أشارت الوثيقة إلى أن جهاز الأمن في قطر «متردد في التصرف ضد الإرهابيين المعروفين بسبب قلقهم من الظهور على أنه يتماشى مع الولايات المتحدة ويثير أعمال انتقامية».
لدى قطر علاقات مختلفة مع جيرانها في منطقة الخليج العربي. وقعت قطر اتفاقية دفاع مشتركة مع إيران، والتي تتشارك معها أكبر حقل غاز في العالم. كانت قطر الدولة الثانية من بعد فرنسا التي تعترف علنا بالمجلس الوطني الانتقالي لقوات الثوار الليبيين كحكومة شرعية في ليبيا في خضم الحرب الأهلية الليبية عام 2011.
في عام 2014 وصلت علاقات قطر مع البحرين والمملكة العربية السعودية والإمارات العربية المتحدة إلى نقطة الغليان على دعم قطر لجماعة الإخوان المسلمين والجماعات المتطرفة في سوريا. بلغت ذروتها الدول الثلاث المذكورة أعلاه بسحب سفراءها من قطر في مارس 2014.
في السنوات الأخيرة استخدمت قطر مقاتلين إسلاميين في عدد من البلدان منها مصر وسوريا وليبيا والصومال ومالي لتعزيز سياستها الخارجية. كان محاربة الإسلاميين من جماعة الإخوان المسلمين إلى الجماعات السلفية بمثابة مكبر للصوت للبلاد كما يعتقد منذ بداية الربيع العربي أن هذه المجموعات تمثل موجة المستقبل. قال ديفيد كوهين وكيل وزارة الإرهاب والاستخبارات المالية في وزارة الخزانة الأمريكية أن قطر هي «سلطة تساهلية لتمويل الإرهاب». هناك أدلة على أن هذه الجماعات التي تدعمها قطر تشمل الجماعات الإسلامية المتطرفة النشطة في شمال سوريا. اعتبارا من عام 2015 تدعم قطر والمملكة العربية السعودية وتركيا بشكل علني جيش الفتح وهي مجموعة شاملة من القوات المناوئة للحكومة التي تقاتل في الحرب الأهلية السورية التي يقال إنها تضم جبهة النصرة المرتبطة بتنظيم القاعدة والتحالف السلفي المعروف باسم حركة أحرار الشام الإسلامية.
دعمت قطر الرئيس المنتخب ديمقراطيا محمد مرسي بدعم دبلوماسي وقناة الجزيرة المملوكة للدولة قبل أن يخلع في انقلاب عسكري. عرضت قطر على مصر قرضا بقيمة 7.5 مليار دولار خلال العام الذي كان فيه في السلطة.
اتسمت مواقف قطر مع حركة حماس التي نشرت لأول مرة في مطلع عام 2012 بانتقادات من إسرائيل والولايات المتحدة ومصر والمملكة العربية السعودية «الذين يتهمون قطر بتقويض الاستقرار الإقليمي بدعم حماس». من قطر نفت تأييد حماس وتصحيح ادعاءاتهم المزعومة قائلا: «نحن لا نؤيد حماس ولكننا نؤيد الفلسطينيين». بعد اتفاق سلام تعهدت قطر بتقديم مليار دولار من المساعدات الإنسانية إلى غزة.
استضافت قطر المؤتمرات الأكاديمية والدينية والسياسية والاقتصادية. حضر منتدى الدوحة السنوي الحادي عشر مؤخرا المفكرين الرئيسيين والمهنيين من مختلف الخلفيات والشخصيات السياسية من جميع أنحاء العالم لمناقشة قضايا الديمقراطية والإعلام وتكنولوجيا المعلومات والتجارة الحرة والأمن المائي. بالإضافة إلى ذلك شارك المنتدى في مؤتمر المستقبل الاقتصادي في الشرق الأوسط منذ عام 2006. في الآونة الأخيرة استضافت قطر محادثات السلام بين الفصائل المتنافسة في جميع أنحاء العالم. من أبرزها اتفاق دارفور. إن إعلان الدوحة هو أساس عملية السلام في دارفور وقد حقق مكاسب كبيرة على أرض الواقع في المنطقة الأفريقية. شملت الإنجازات البارزة استعادة الأمن والاستقرار والتقدم المحرز في عمليات التشييد وإعادة الإعمار وعودة السكان المشردين وتوحيد شعب دارفور لمواجهة التحديات ودفع عملية السلام قدما. تبرعت قطر بمبلغ 88.5 مليون جنيه استرليني لتمويل عمليات الإنعاش وإعادة الإعمار في دارفور.
في يونيو 2017 قطعت السعودية والإمارات والبحرين ومصر واليمن علاقاتها الدبلوماسية مع قطر متهمة قطر بدعم الإرهاب، وتصعيد الخلاف حول دعم قطر للإخوان المسلمين الذي يعتبر منظمة إرهابية من قبل تلك الدول العربية الخمس. أوضحت المملكة العربية السعودية أن هذه الخطوة ستكون تدبيرا ضروريا لحماية أمن المملكة. كما أزيلت القوات القطرية من التحالف العسكري في اليمن. أغلقت مصر مجالها الجوي والموانئ على جميع وسائل النقل القطرية.

### الجيش

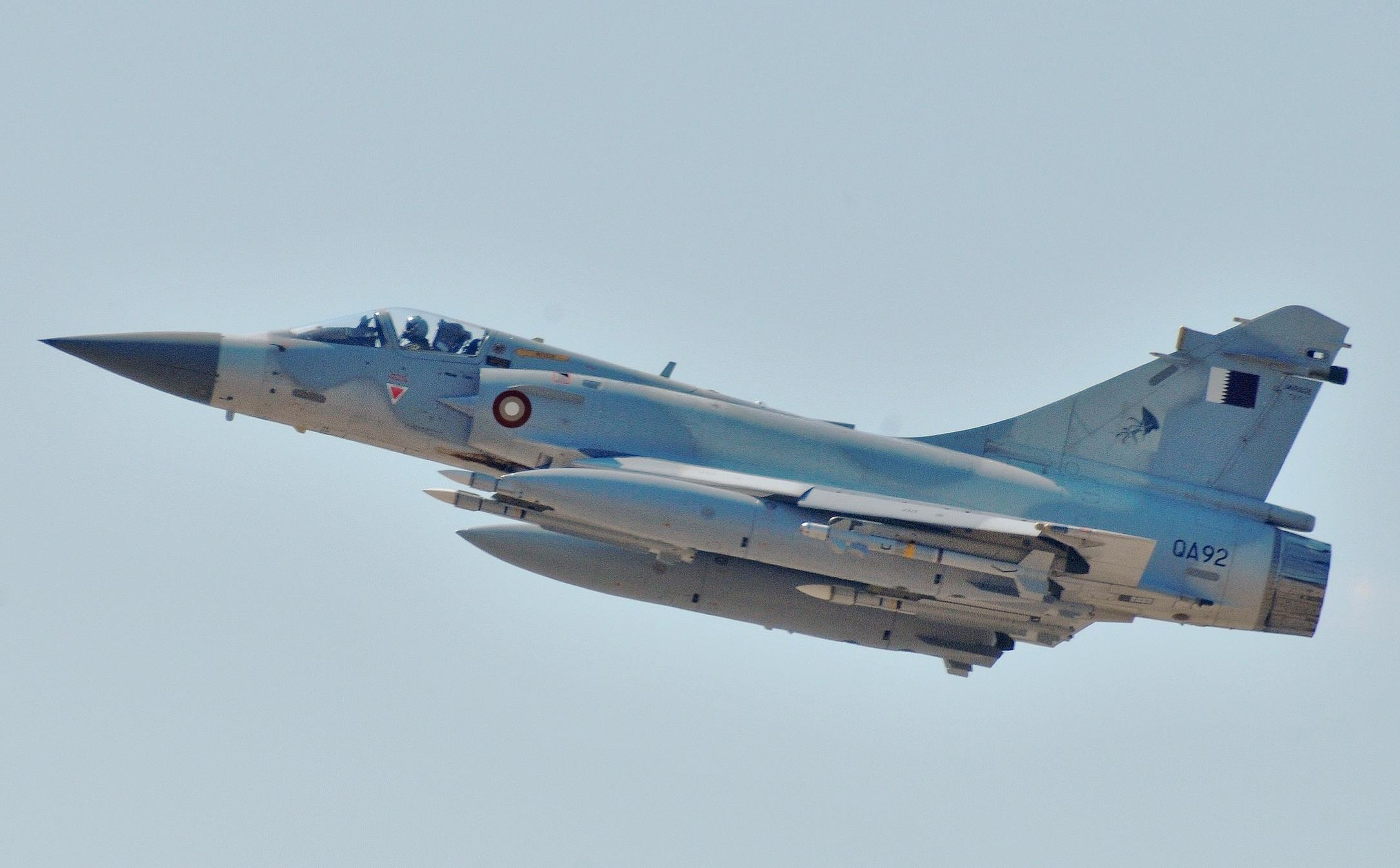
طائرة داسو ميراج 2000 قطرية تحلق فوق ليبيا.

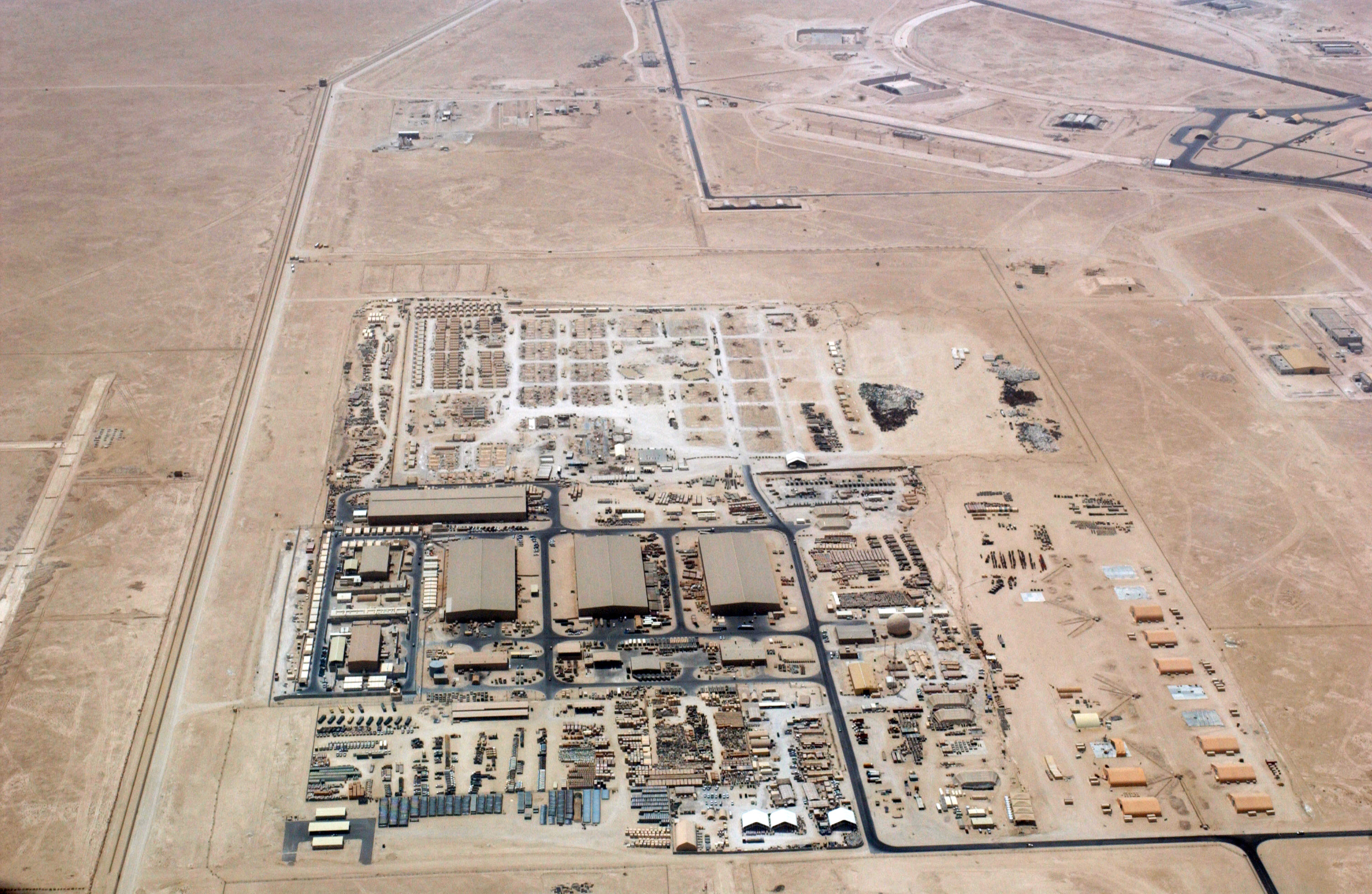
مركز العمليات الجوية المشتركة الأمريكية في قاعدة العديد الجوية في قطر.

القوات المسلحة القطرية هي القوات العسكرية في قطر. تحتفظ البلاد بقوة عسكرية متواضعة قوامها حوالي 11800 رجل من بينهم 8500 للقوات البرية و 1800 للقوة البحرية و 1500 للقوة الجوية. شكلت نفقات الدفاع في قطر حوالي 4.2٪ من الناتج القومي الإجمالي في عام 1993 و 1.5٪ من الناتج المحلي الإجمالي في عام 2010 وهو آخر عام متاح في قاعدة بيانات سيبري الإحصائية. وقعت قطر مؤخرا اتفاقيات دفاع مشترك مع الولايات المتحدة والمملكة المتحدة وكذلك مع فرنسا في وقت سابق من عام 1994. تلعب قطر دورا نشطا في جهود الدفاع الجماعي لمجلس التعاون الخليجي مع الدول الخمس الأخرى وهي السعودية والكويت والبحرين والإمارات وسلطنة عمان. إن وجود قاعدة العديد الجوية الكبيرة التي تديرها الولايات المتحدة وعدة دول أخرى في الأمم المتحدة يوفر مصدرا مضمونا للدفاع والأمن القومي. في عام 2008 أنفقت قطر 2.355 مليار دولار على النفقات العسكرية و 2.3٪ من الناتج المحلي الإجمالي. تم تدريب القوات الخاصة القطرية من قبل فرنسا ودول غربية أخرى ويعتقد أنها تمتلك مهارة كبيرة. كما ساعدوا المتمردين الليبيين خلال معركة تحرير طرابلس (2011).
وجد معهد ستوكهولم الدولي لأبحاث السلام (سيبري) أن قطر كانت في عام 2010 - صاحب المركز الرابع عشر لأكبر مستورد للأسلحة في العالم. ومع ذلك كتب سيبري بأن خطط قطر لتحويل وتوسيع قواتها المسلحة بشكل كبير تسارعت. في عام 2014 تم توقيع عدة عقود من أجل شراء 62 دبابة و 24 بندقية ذاتية الدفع من ألمانيا وشراء 24 طائرة هليكوبتر قتالية و 3 طائرات للإنذار المبكر والتحكم من الولايات المتحدة وطائرتين صهاريجتين من إسبانيا. في عام 2015 كانت قطر صاحب المركز السادس عشر لأكبر مستورد للأسلحة في العالم وفي عام 2016 كانت في المرتبة الحادية عشر وفقا لسيبري.
شارك الجيش القطري في التدخل بقيادة السعودية في اليمن ضد الشيعة الحوثيين. في عام 2015 ذكرت «الجزيرة أمريكا»: «تشير تقارير عديدة إلى أن التحالف الذي تقوده السعودية ضد جماعات المعارضة في اليمن هاجم المدنيين بشكل عشوائي واستخدم قنابل عنقودية في مناطق مأهولة بالسكان المدنيين مما يشكل انتهاكا للقانون الدولي». قتل العديد من المدنيين وتدمرت الآن أجزاء كبيرة من البنية التحتية في هذه المنطقة. تعرضت المستشفيات للقصف من قبل السعوديين والذين يعملون معهم.

## الجغرافيا

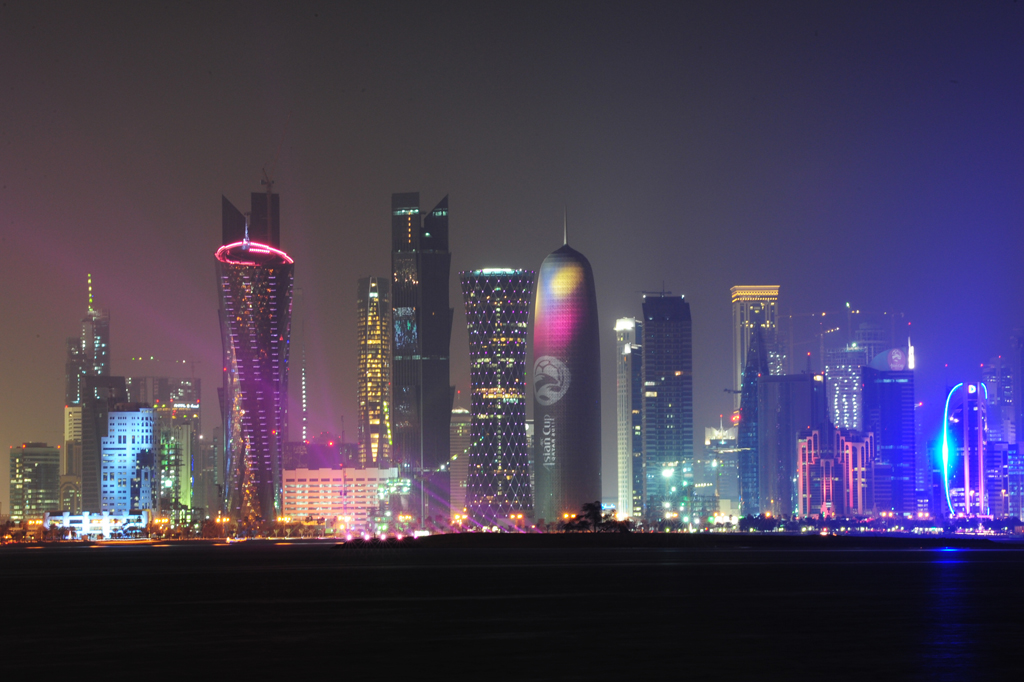
الدوحة عاصمة قطر.

تبرز شبه الجزيرة القطرية 160 كيلومتر (100 ميل) في الخليج العربي شمال المملكة العربية السعودية. تقع بين خطي العرض 24° و27° شمالا وخط الطول 50° و52° شرقا. تتكون معظم البلاد من سهول جرداء منخفضة مغطاة بالرمال. إلى الجنوب الشرقي يقع خور العديد («بحر داخلي») وهي منطقة من الكثبان الرملية المتداولة المحيطة بمدخل الخليج العربي. هناك الطقس معتدل في الشتاء وحار جدا ورطب في الصيف.
أعلى نقطة في قطر هي قرين أبو البول على ارتفاع 103 أمتار (338 قدم) في جبل دخان من الغرب وهي مجموعة من الانحدارات المنخفضة من الحجر الجيري التي تمتد من الشمال إلى الجنوب من زيكريت عبر أم باب إلى الحدود الجنوبية. كما تحتوي منطقة جبل دخان على الرواسب الرئيسية لحقول النفط في قطر في حين تقع حقول الغاز الطبيعي في عرض البحر إلى الشمال الغربي من شبه الجزيرة.

### التنوع البيولوجي والبيئة
وقعت قطر على اتفاقية ريو للتنوع البيولوجي في 11 يونيو 1992 وأصبحت طرفا في الاتفاقية في 21 أغسطس 1996. أعدت بعد ذلك إستراتيجية وخطة عمل وطنيتين للتنوع البيولوجي تلقتها الاتفاقية في 18 مايو 2005. تم تسجيل 142 نوعًا فطريًا في قطر. يوثق كتاب أصدرته مؤخرًا وزارة البيئة السحالي المعروفة أو التي يعتقد أنها وجدت في قطر استنادا إلى الدراسات الاستقصائية التي أجراها فريق دولي من العلماء وغيرهم من المتعاونين.
على مدى عقدين من الزمن حققت قطر أعلى انبعاثات للفرد من ثاني أكسيد الكربون في العالم حيث بلغت 49.1 طن متري للشخص الواحد في عام 2008. يعتبر القطريون أيضا من أعلى مستهلكي المياه للفرد الواحد يوميا حيث يستخدمون حوالي 400 لتر.
في عام 2008 أطلقت قطر رؤيتها الوطنية 2030 التي تسلط الضوء على التنمية البيئية باعتبارها أحد الأهداف الرئيسية الأربعة لدولة قطر على مدى العقدين القادمين. تتعهد الرؤية الوطنية بتطوير بدائل مستدامة للطاقة القائمة على النفط للحفاظ على البيئة المحلية والعالمية.

### المناخ
| البيانات المناخية لـقطر                                                          | البيانات المناخية لـقطر | البيانات المناخية لـقطر | البيانات المناخية لـقطر | البيانات المناخية لـقطر | البيانات المناخية لـقطر | البيانات المناخية لـقطر | البيانات المناخية لـقطر | البيانات المناخية لـقطر | البيانات المناخية لـقطر | البيانات المناخية لـقطر | البيانات المناخية لـقطر | البيانات المناخية لـقطر | البيانات المناخية لـقطر |
| الشهر                                                                            | يناير                   | فبراير                  | مارس                    | أبريل                   | مايو                    | يونيو                   | يوليو                   | أغسطس                   | سبتمبر                  | أكتوبر                  | نوفمبر                  | ديسمبر                  | المعدل السنوي           |
| -------------------------------------------------------------------------------- | ----------------------- | ----------------------- | ----------------------- | ----------------------- | ----------------------- | ----------------------- | ----------------------- | ----------------------- | ----------------------- | ----------------------- | ----------------------- | ----------------------- | ----------------------- |
| متوسط درجة الحرارة الكبرى °م (°ف)                                                | 22 (72)                 | 23 (73)                 | 27 (81)                 | 33 (91)                 | 39 (102)                | 42 (108)                | 42 (108)                | 42 (108)                | 39 (102)                | 35 (95)                 | 30 (86)                 | 25 (77)                 | 33 (92)                 |
| متوسط درجة الحرارة الصغرى °م (°ف)                                                | 14 (57)                 | 15 (59)                 | 17 (63)                 | 21 (70)                 | 27 (81)                 | 29 (84)                 | 31 (88)                 | 31 (88)                 | 29 (84)                 | 25 (77)                 | 21 (70)                 | 16 (61)                 | 23 (74)                 |
| الهطول مم (إنش)                                                                  | 12.7 (0.50)             | 17.8 (0.70)             | 15.2 (0.60)             | 7.6 (0.30)              | 2.5 (0.10)              | 0 (0)                   | 0 (0)                   | 0 (0)                   | 0 (0)                   | 0 (0)                   | 2.5 (0.10)              | 12.7 (0.50)             | 71 (2.8)                |
| المصدر: http://us.worldweatheronline.com/doha-weather-averages/ad-dawhah/qa.aspx |                         |                         |                         |                         |                         |                         |                         |                         |                         |                         |                         |                         |                         |

## التقسيم الإداري

بلديات قطر في عام 2004.

منذ عام 2015 تم تقسيم قطر إلى ثماني بلديات.
1. الشمال
2. الخور
3. أم صلال
4. الضعاين
5. الريان
6. الدوحة
7. الوكرة
8. الشحانية

لأغراض إحصائية تنقسم البلديات إلى 98 منطقة (اعتبارًا من عام 2015) والتي تنقسم بدورها إلى أحياء.

## السكان

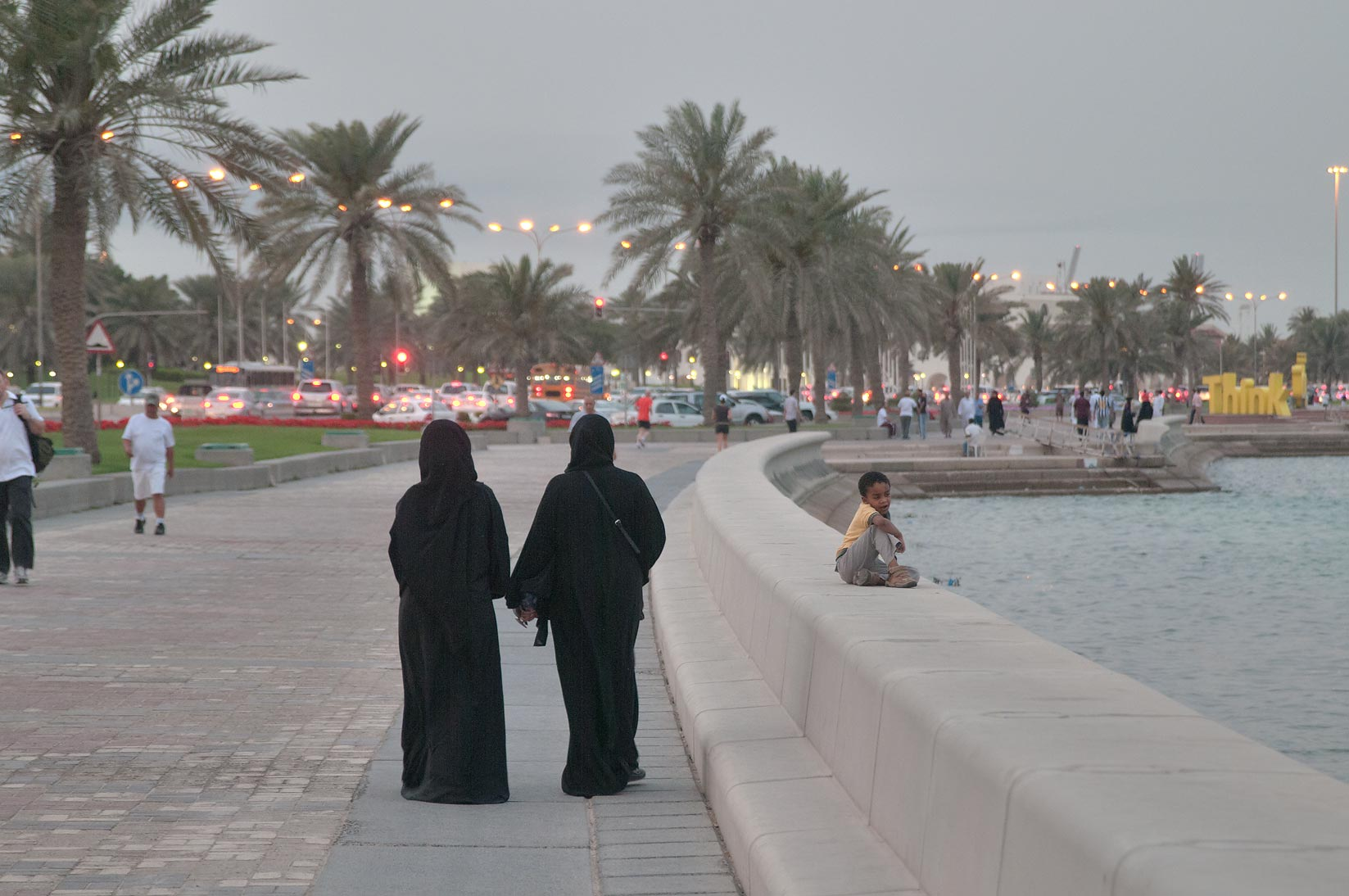
قطريون يمشون عند كورنيش الدوحة.

يتذبذب عدد السكان في قطر بشكل كبير حسب الموسم حيث أن البلد يعتمد بشكل كبير على العمالة الوافدة. في أوائل عام 2017 بلغ إجمالي سكان قطر 2.6 مليون نسمة منهم 313,000 مواطن قطري (12٪) و 2.3 مليون من المغتربين. يشكل الأجانب غير العرب الغالبية العظمى من سكان قطر حيث أن الهنود هم أكبر مجتمع يبلغ عددهم 650,000 في عام 2017 يليه 350,000 نيبالي ثم 280,000 بنغلاديشي ثم 260,000 فلبيني ثم 200,000 مصري ثم 145,000 سريلانكي ثم 125,000 باكستاني من بين جنسيات أخرى كثيرة.
تعود سجلات التركيبة السكانية الأولى في قطر إلى عام 1892 وقد أجراها الحكام العثمانيون في المنطقة. استنادًا إلى هذا التعداد الذي يشمل فقط سكان المدن بلغ مجموع السكان في عام 1892 ما مجموعه 9,830 نسمة.
سجل تعداد عام 2010 يسجل بأن مجموع عدد السكان بلغ 1,699,465 نسمة. في يناير 2013 قدر جهاز الإحصاء القطري عدد سكان البلاد 1,903,447 نسمة منهم 1,405,164 من الذكور و 498,283 من الإناث. في وقت التعداد الأول الذي عقد في عام 1970 كان عدد السكان 111,133 نسمة. تضاعف عدد السكان ثلاثة أضعاف في العقد حتى عام 2011 مقارنة مع أكثر من 600,000 شخص في عام 2001 مما جعل المواطنين القطريين أقل من 15٪ من إجمالي السكان. أدى تدفق العمال الذكور إلى تحريف التوازن بين الجنسين وأصبحت النساء الآن ربع السكان فقط.
تشير التوقعات الصادرة عن هيئة الإحصاء القطرية إلى أن إجمالي عدد سكان قطر قد يصل إلى 2.8 مليون نسمة بحلول عام 2020. قدرت إستراتيجية التنمية الوطنية القطرية (2011-16) أن عدد سكان البلاد سيصل إلى 1.78 مليون نسمة في عام 2013 و1.81 مليون نسمة في عام 2014 و 1.84 مليون نسمة 2015 و 1.86 مليون في عام 2016 - معدل النمو السنوي هو 2.1٪. لكن عدد سكان البلاد ارتفع إلى 1.83 مليون نسمة بنهاية عام 2012 أي بزيادة قدرها 7.5٪ عن العام السابق. سجل إجمالي سكان قطر رقما قياسيا بلغ 2.46 مليون نسمة في نوفمبر 2015 بزيادة قدرها 8.5٪ عن العام السابق وهو ما يفوق بكثير التوقعات الرسمية.

### الدين
الدين في قطر (2010)

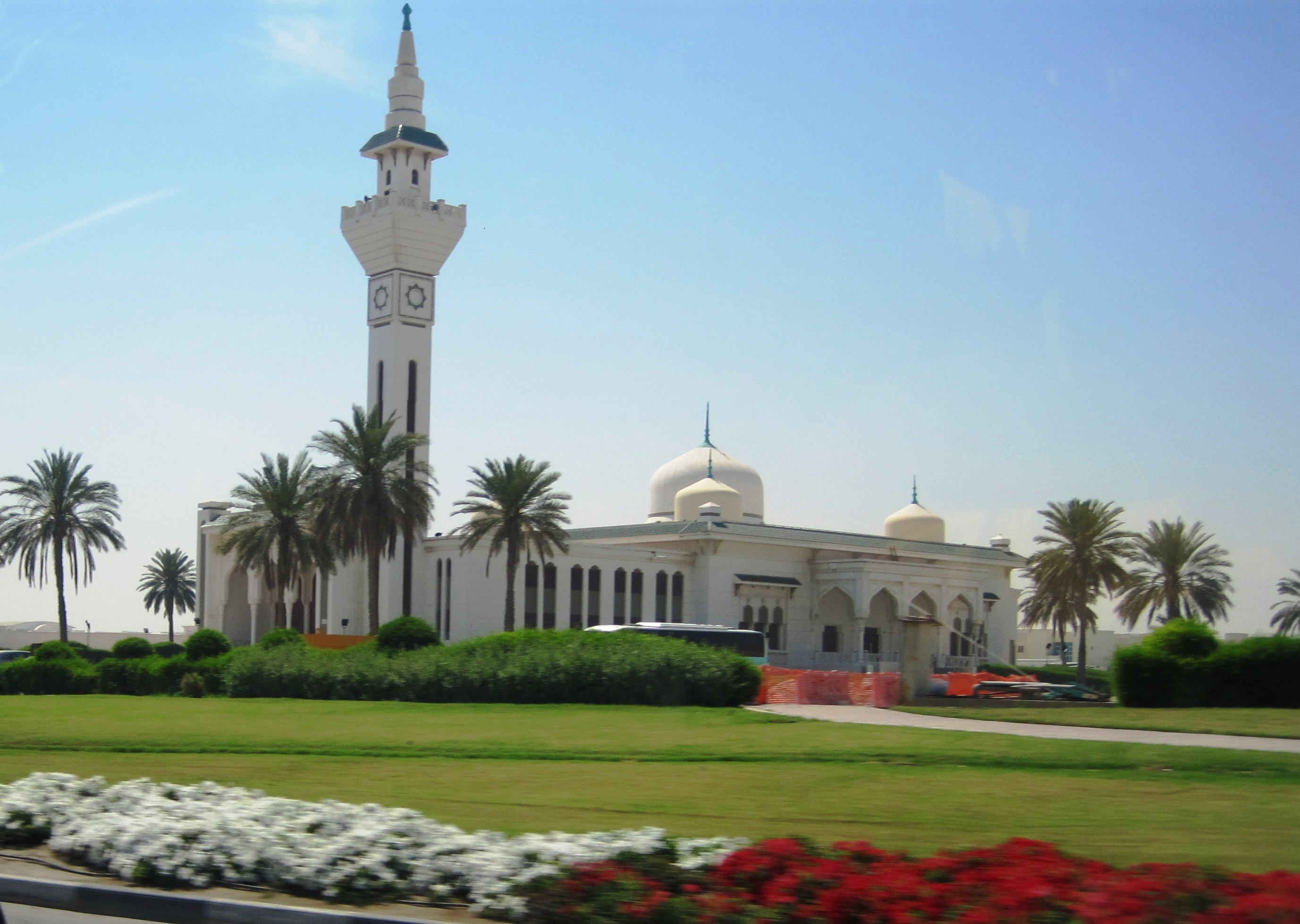
مسجد في قطر.

الإسلام هو دين الدولة في قطر وهو الوضع الرسمي على الرغم من أنه ليس الدين الوحيد الذي يمارس في البلاد. معظم المواطنين القطريين ينتمون إلى الحركة الإسلامية السلفية الوهابية، وبين 5-15٪ من المسلمين في قطر يتبعون المذهب الشيعي مع الطوائف الإسلامية الأخرى الصغيرة جدًا. في قطر 67.7٪ مسلم و 13.8٪ مسيحي و 13.8٪ هندوسي و 3.1٪ بوذي والأديان الأخرى والأشخاص غير المنتمين دينيًا تمثل البقية 1.6٪. الشريعة الإسلامية هي المصدر الرئيسي للتشريعات القطرية وفقًا لدستور قطر.
يتألف السكان المسيحيون بالكامل تقريبًا من الأجانب. منذ عام 2008 سمح للمسيحيين ببناء كنائس على أراضي تبرعت بها الحكومة على الرغم من أن النشاط التبشيري الأجنبي غير مشجع رسميًا. تشمل الكنائس النشطة كنيسة مار ثوما وكنيسة مالانكارا الأرثوذكسية السورية والكنيسة الرومانية الكاثوليكية سيدة الوردية والكنيسة الأنجليكية في عيد الغطاس. هناك أيضًا جناحين من المورمون.

### اللغات
اللغة العربية هي اللغة الرسمية في قطر مع الاعتماد على اللهجة القطرية. لغة الإشارة القطرية هي لغة مجتمع الصم. اللغة الإنجليزية تُستخدم عادة لغةً ثانية، وقد تزايد إستعمالها لغةً مشتركةً وخاصة في التجارة إلى حد أن بعض الخطوات قد اتُّخِذَت لمحاولة الحفاظ على اللغة العربية من التعدي من اللغة الإنجليزية. اللغة الإنجليزية مفيدة بشكل خاص للتواصل مع مجتمع المغتربين في قطر. تعكس العديد من اللغات الأخرى بما في ذلك البلوشية والهندية والمالايالامية والأردية والبشتوية والكنادية والتاميلية والتيلوغوية والنيبالية والسنهالية والبنغالية والتاغالوغية والبهاسا الإندونيسية.
في عام 2012 انضمت قطر إلى المنظمة الدولية للفرنكوفونية كعضو منتسب جديد. ومع ذلك كشفت صحيفة لوموند الفرنسية في ديسمبر 2013 أن قطر التي لديها عدد قليل جدًا من المتحدثين الفرنسيين الأصليين لم تسدد بعد أي مساهمة للمنظمة الدولية للفرانكفونية. في حين اشتكى مدير المنظمة الدولية للفرانكفونية المنتهية ولايته في عام 2015 من أن قطر لم تبقي على أي من الوعود التي قطعتها عندما انضمت إلى المنظمة ولم تدفع أبدًا رسوم العضوية السنوية.

## المدن الكبرى
| الدوحة الريان | 1  | الدوحة       | بلدية الدوحة   | 1,450,000 | أم صلال الخور |
| الدوحة الريان | 2  | الريان       | بلدية الريان   | 444,557   | أم صلال الخور |
| الدوحة الريان | 3  | أم صلال      | بلدية أم صلال  | 31,975    | أم صلال الخور |
| الدوحة الريان | 4  | الخور        | بلدية الخور    | 31,547    | أم صلال الخور |
| الدوحة الريان | 5  | الوكرة       | بلدية الوكرة   | 31,441    | أم صلال الخور |
| الدوحة الريان | 6  | الجميلية     | بلدية الجميلية | 13,085    | أم صلال الخور |
| الدوحة الريان | 7  | مسيعيد       | بلدية الوكرة   | 9,870     | أم صلال الخور |
| الدوحة الريان | 8  | جريان البطنة | بلدية الريان   | 6,308     | أم صلال الخور |
| الدوحة الريان | 9  | الشمال       | بلدية الشمال   | 5,400     | أم صلال الخور |
| الدوحة الريان | 10 | الغويرية     | بلدية الخور    | 2,159     | أم صلال الخور |

## التعليم

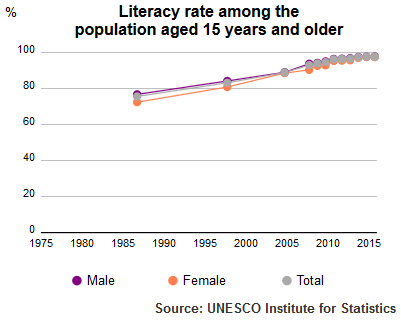
معهد اليونسكو للإحصاء معدل معرفة القراءة والكتابة سكان قطر زائد 15 1985-2015.

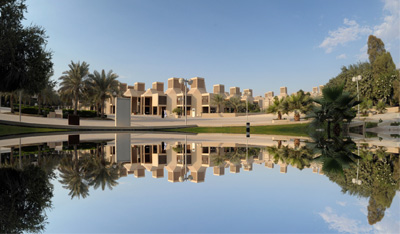
الساحة الرئيسية في جامعة قطر.

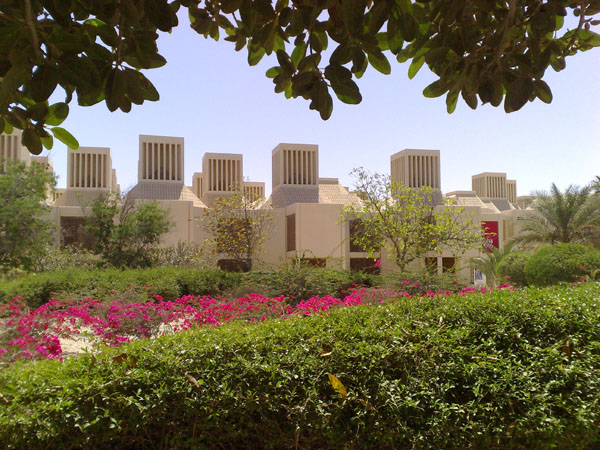
المنظر الشرقي من جامعة قطر.

استأجرت قطر مؤسسة راند لإصلاح نظام التعليم من الروضة حتى الصف الثاني عشر. من خلال مؤسسة قطر قامت الدولة ببناء المدينة التعليمية وهي الحرم الجامعي الذي يستضيف الفروع المحلية لكلية طب وايل كورنيل وكلية كارنيجي ميلون لعلوم الحاسوب وجامعة جورجتاون (قطر) للشؤون الخارجية وجامعة نورث وسترن في قطر للصحافة وجامعة تكساس إيه أند إم في قطر للهندسة وغيرها من المؤسسات الغربية.
كان معدل الأمية في قطر 3.1٪ للذكور و 4.2٪ للإناث في عام 2012 وهو أدنى مستوى في العالم الناطق باللغة العربية ولكن 86 في العالم. يطلب من المواطنين الدراسة الذي توفره الحكومة من رياض الأطفال إلى المدارس الثانوية. جامعة قطر التي أُسِّسَت في عام 1973 هي أقدم وأكبر مؤسسة للتعليم العالي في البلاد.
في نوفمبر 2002 أنشأ الأمير حمد بن خليفة آل ثاني المجلس الأعلى للتعليم. يوجه المجلس ويتحكم في التعليم لجميع الأعمار من مرحلة ما قبل المدرسة من خلال المستوى الجامعي بما في ذلك مبادرة «التعليم من أجل عصر جديد» التي أنشئت لمحاولة وضع قطر كشركة رائدة في إصلاح التعليم. بحسب تقييم ويبوميتركس العالمي للجامعات فإن الجامعات العليا في البلاد هي جامعة قطر (1،881 عالميا) وجامعة تكساس إيه أند إم في قطر (3،905) وكلية طب وايل كورنيل (قطر) (6،855).
في عام 2008 أنشأت قطر حديقة قطر للعلوم والتكنولوجيا في المدينة التعليمية لربط هذه الجامعات بالصناعة. المدينة التعليمية هي أيضا موطن لمدرسة البكالوريا الدولية المعتمدة بالكامل أكاديمية قطر. بالإضافة إلى ذلك افتتحت مؤسستان كنديتان هما كلية شمال الأطلسي (المقر الرئيسي في نيوفاوندلاند ولابرادور) وجامعة كالغاري في الدوحة. كما أنشأت جامعات أخرى هادفة للربح في المدينة التعليمية. في عام 2009 برعاية موزا المسند تأسس مؤتمر القمة العالمي للابتكار في التعليم بهدف تحويل التعليم من خلال الابتكار.
في عام 2012 احتلت دولة قطر المرتبة الثالثة من قاع البلدان ال 65 في منظمة التعاون والتنمية في الميدان الاقتصادي التي شاركت في اختبار بيسا للرياضيات والقراءة والمهارات في سن 15 و 16 عامًا مقارنة بكولومبيا أو ألبانيا على الرغم من أنهم أصحاب أعلى دخل للفرد في العالم. كجزء من استراتيجيتها الوطنية للتنمية حددت قطر خطة إستراتيجية مدتها 10 سنوات لتحسين مستوى التعليم. علاوة على ذلك أطلقت الحكومة برامج توعية تثقيفية مثل البيرق. تم إطلاق البيرق في العام 2010 بهدف تزويد طلاب المدارس الثانوية بفرصة لتجربة بيئة بحثية في مركز المواد المتقدمة بجامعة قطر. يشمل البرنامج مجالات وعلميات العلوم والتكنولوجيا والهندسة والرياضيات.
حلّت قطر في المرتبة 50 في مؤشر الابتكار العالمي عام 2023، متقدّمةً من المركز 65 عام 2019، وتقدّمت للمركز 49 في مؤشر الابتكار لعام 2024.

## الاتصالات
تم تأسيس المجلس الأعلى للاتصالات وتكنولوجيا المعلومات (ictQATAR) بناء على المرسوم الأميري رقم 36 لعام 2004. ومنح المرسوم المجلس السلطة لتنظيم قطاع الاتصالات والمعلومات بدولة قطر والعمل على بناء مجتمع معرفي من خلال تهيئة بنية تحتية متطورة ومجتمع قادر على التواصل واستخدام تقنيات الاتصالات والمعلومات. 
كيوتل 
كما حدد القانون رقم 34 لعام 2006، القانون الرسمي للاتصالات، دور المجلس كمنظم لقطاع الاتصالات بالدولة. كما يقوم المجلس الأعلى للاتصالات وتكنولوجيا المعلومات بقيادة المبادرات التكنولوجية الخلاقة، وهي ثمرة شراكة بين القطاعين العام والخاص. 
وقد تم طرح العديد من المبادرات والبرامج التي ساهمت بالفعل في زيادة الوعي باستخدام تكنولوجيا المعلومات والاتصالات في جميع مناحي حياتنا اليومية من تعليم واقتصاد وصحة. وتشمل مبادرات المجلس: التعليم الإلكتروني والصحة الإلكترونية والتعاملات الإلكترونية وتطوير البنية التحتية لتكنولوجيا المعلومات في قطر والأمن المعلوماتي.
والجدير بالذكر أن دولة قطر قد تقدمت ثلاثة مراكز في التصنيف العالمي لتكنولوجيا المعلومات لعام 2008-2009 الذي أصدره المنتدى الاقتصادي العالمي بالتعاون مع جامعة انسياد في 28 مارس 2009، لتحتل المرتبة التاسعة والعشرين في واحد من أشمل التقارير وأكثرها مصداقية على مستوى العالم من حيث رصد وتقييم أثر تكنولوجيا المعلومات والاتصالات على عملية التنمية والتنافسية في البلدان. 
شمل التقرير هذا العام 134 دولة من الاقتصاديات المتقدمة والنامية، تمثل في مجملها 98% من الناتج المحلي الإجمالي العالمي. وجاءت دولة الإمارات العربية المتحدة في المرتبة السابعة والعشرين لتكون الدولة العربية الأخرى ضمن أفضل 30 دولة في التصنيف، بينما احتفظت الدنمارك بصدارة التصنيف وحلت البرتغال في المرتبة الثلاثين خلف دولة قطر. 
كما صنف التقرير جاهزية القطاع الحكومي بدولة قطر في المرتبة 22 في المجالات التالية: أولوية التكنولوجيا في القطاع الحكومي، شراء أحدث المعدات التقنية، وأهمية التكنولوجيا بالنسبة لرؤية الدولة المستقبلية. ومن حيث استخدام التكنولوجيا في القطاع الحكومي صنف التقرير قطر في المرتبة 25 وذلك من حيث التعريف بأهمية التكنولوجيا في الدوائر الحكومية، توفر الخدمات الإلكترونية الحكومية، فاعلية استخدام الحكومة للتكنولوجيا ووجود الأجهزة التقنية في المؤسسات الحكومية.

## الثقافة

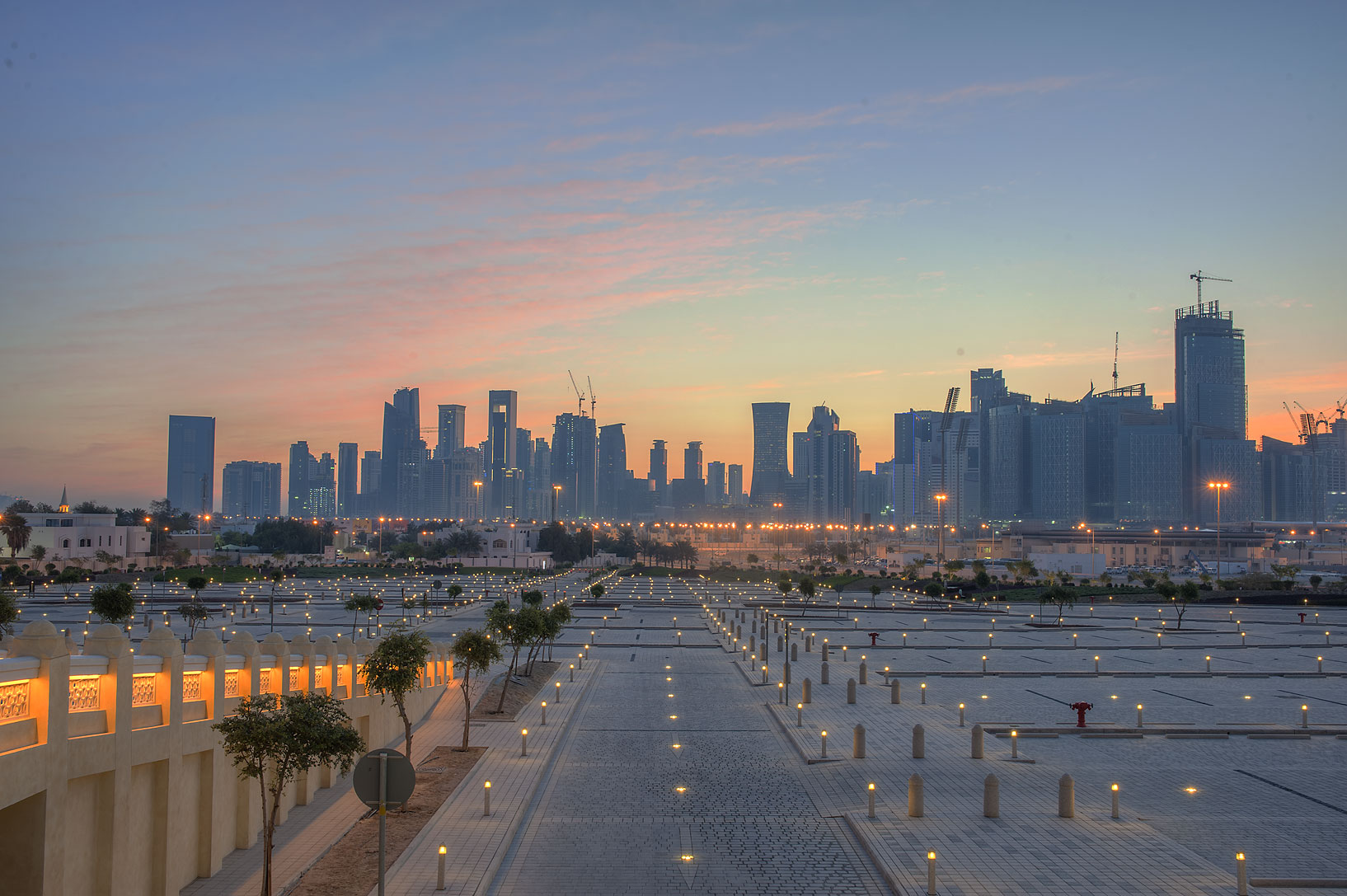
موقف سيارات لمسجد محمد بن عبدالوهاب في قطر

ثقافة قطر مشابهة لبلدان أخرى في شرق شبه الجزيرة العربية متأثرة بشكل كبير بالإسلام. اليوم الوطني لقطر الذي يحل في 18 ديسمبر من كل عام له دور هام في تنمية الإحساس بالهوية الوطنية. يعود اختيار هذا التاريخ إلى ذكرى تولي قاسم بن محمد آل ثاني الحكم وتوحيده لاحقا للقبائل المختلفة في البلاد. منذ 1 يوليو 2008 فإن حمد بن عبد العزيز الكواري هو وزير الثقافة والفنون والتراث في قطر.

### الفنون والمتاحف

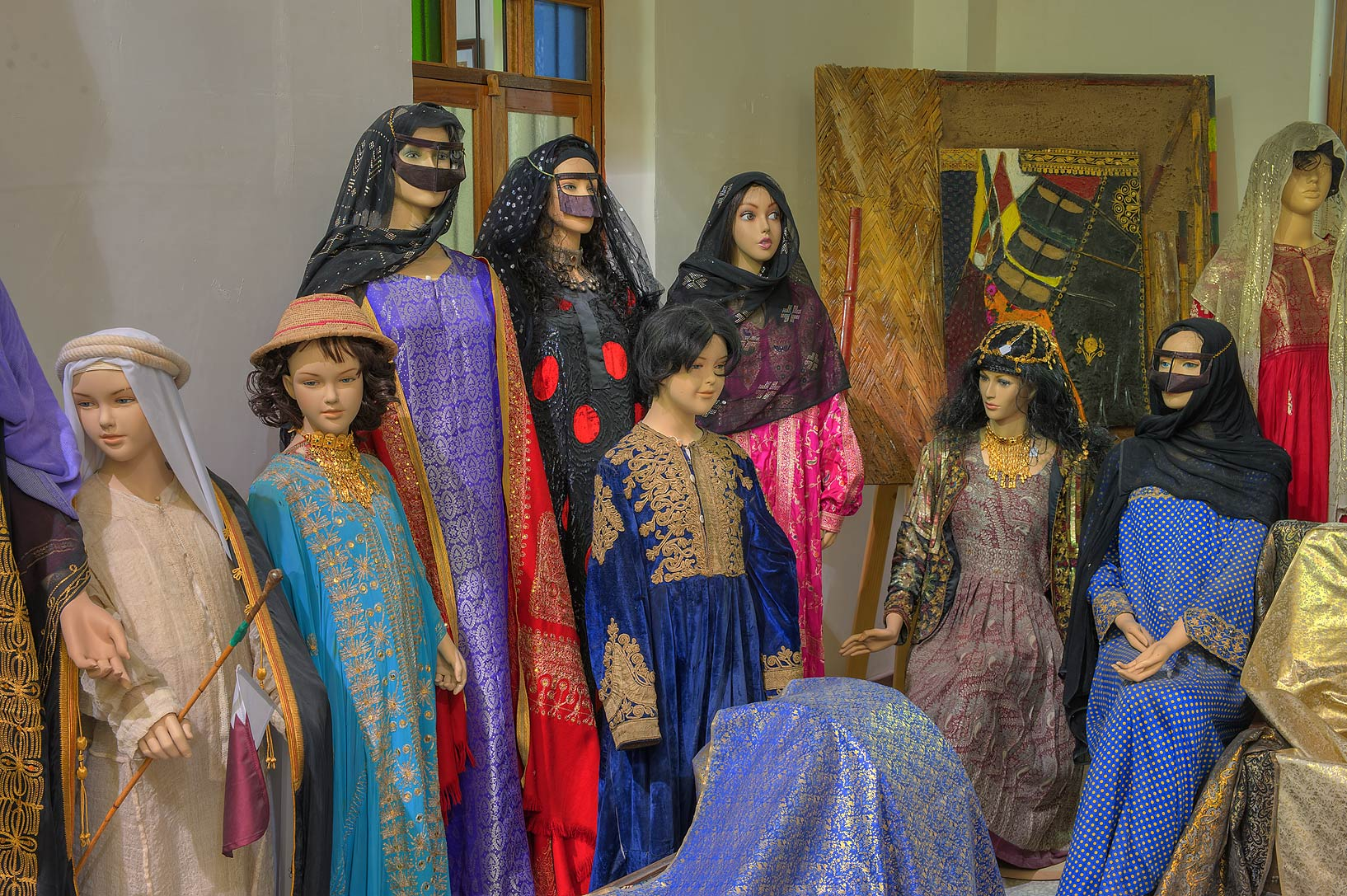
عارضات أزياء بملابس المرأة القطرية التقليدية في متحف الشيخ فيصل بن قاسم آل ثاني.

يعتبر العديد من كبار أعضاء عائلة آل ثاني الحاكمة في قطر من جامعي الفن الإسلامي والفن المعاصر.
يعتبر متحف الفن الإسلامي الذي افتتح في عام 2008 أحد أفضل المتاحف في المنطقة. هذا والعديد من المتاحف القطرية الأخرى مثل المتحف العربي للفن الحديث الذي يقع تحت سلطة هيئة متاحف قطر برئاسة المياسة بنت حمد بن خليفة آل ثاني شقيقة أمير الدولة الحاكم في قطر والجامع البارز وراعي الفن حسن بن محمد بن علي آل ثاني. كما ترعى هيئة متاحف قطر الفعاليات الفنية في الخارج مثل المعارض الرئيسية التي قام بها تاكاهاشي موراكامي في فرساي (2010) وداميان هيرست في لندن (2012).
قطر هي أكبر مشتر في العالم في السوق الفنية من حيث القيمة. يجري تطوير القطاع الثقافي القطري لتمكين البلد من الوصول إلى اعتراف عالمي بالمساهمة في تنمية بلد يأتي أساسا من موارده من صناعة الغاز.

### الإعلام

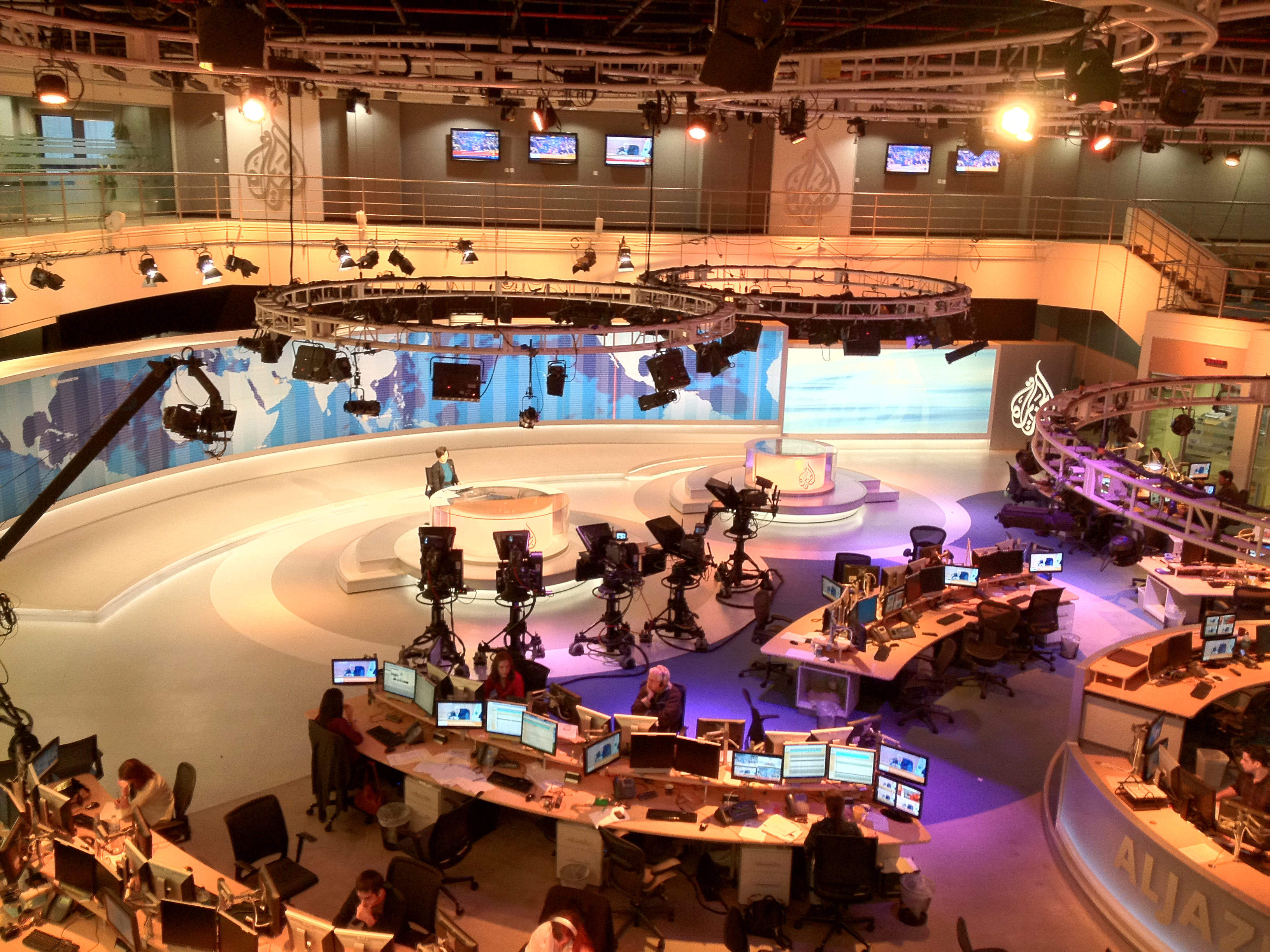
مكتب أخبار قناة الجزيرة الإنجليزية وهي قناة إخبارية قطرية.

تم تصنيف وسائل الإعلام القطرية على أنها «ليست حرة» في تقرير حرية الصحافة الصادر عن فريدم هاوس لعام 2014. بدأ البث التلفزيوني في قطر في عام 1970. الجزيرة هي شبكة تلفزيونية رئيسية مقرها الدوحة، قطر. أطلقت الجزيرة في البداية في عام 1996 قناةً عربيةً للأخبار وقناةً تلفزيونية فضائية تحمل نفس الاسم ولكنها توسعت منذ ذلك الحين لتصبح شبكة عالمية من عدة قنوات تلفزيونية متخصصة تعرف بشكل جماعي باسم شبكة الجزيرة الإعلامية.
أفيد بأن الصحفيين يمارسون الرقابة الذاتية ولا سيما فيما يتعلق بالحكومة والأسرة الحاكمة في قطر. إن انتقاد الحكومة والأمير والأسرة الحاكمة في وسائل الإعلام غير قانوني. وفقا للمادة 46 من قانون الصحافة «لا يجوز انتقاد أمير دولة قطر ولا يمكن أن يعزى أي بيان إليه إلا بإذن خطي من مدير مكتبه». كما يتعرض الصحفيون للملاحقة لإهانة الإسلام.
في عام 2014 صدر قانون لمنع الجرائم السيبرانية. القانون يقيد حرية الصحافة ويحمل أحكاما بالسجن والغرامات لأسباب واسعة مثل تعريض السلام المحلي للخطر أو نشر أخبار كاذبة. ذكر مركز الخليج لحقوق الإنسان أن القانون يشكل تهديدا لحرية التعبير ودعا إلى إلغاء بعض مواد القانون.
شهدت وسائل الإعلام الصحفية توسعا في السنوات الأخيرة. هناك حاليا سبع صحف متداولة في قطر أربعة منها تنشر باللغة العربية وثلاثة تنشر باللغة الإنجليزية. هناك أيضا صحف من الهند والنيبال وسري لانكا تطبع في قطر.
في ما يتعلق بالبنية التحتية للاتصالات فإن قطر تعتبر أعلى دولة في الشرق الأوسط في مؤشر الجاهزية لشبكة المنتدى الإقتصادي العالمي وهو مؤشر لتحديد مستوى تطور تكنولوجيات المعلومات والاتصالات في الدولة. احتلت قطر المرتبة 23 بشكل عام في ترتيب عام 2014 وهو الترتيب الذي لم يتغير عن عام 2013.

### الموسيقى
تعتمد موسيقى قطر على الشعر البدوي والأغاني والرقص. تجري الرقصات التقليدية في الدوحة بعد ظهر يوم الجمعة وأحد هذه الرقصات هو العرضة وهو رقص عسكري منمق يقوم به صفان من الراقصين الذين يرافقهم مجموعة من الآلات الإيقاعية بما في ذلك الكاسور (طبل كبير جلده مدفأ بنار مفتوح) والدف الصغير والصنج والطبول الصغيرة. تشمل آلات القرع الأخرى المستخدمة في الموسيقى الشعبية غالاس (جرة طين طويلة القامة) وأكواب الشرب القصدير المعروفة باسم توس أو تاسات وعادة ما تستخدم جنبا إلى جنب مع الطبل الطولي للضرب بالعصا. تستخدم أيضا الآلات الوترية مثل العود والربابة.

### الرياضة

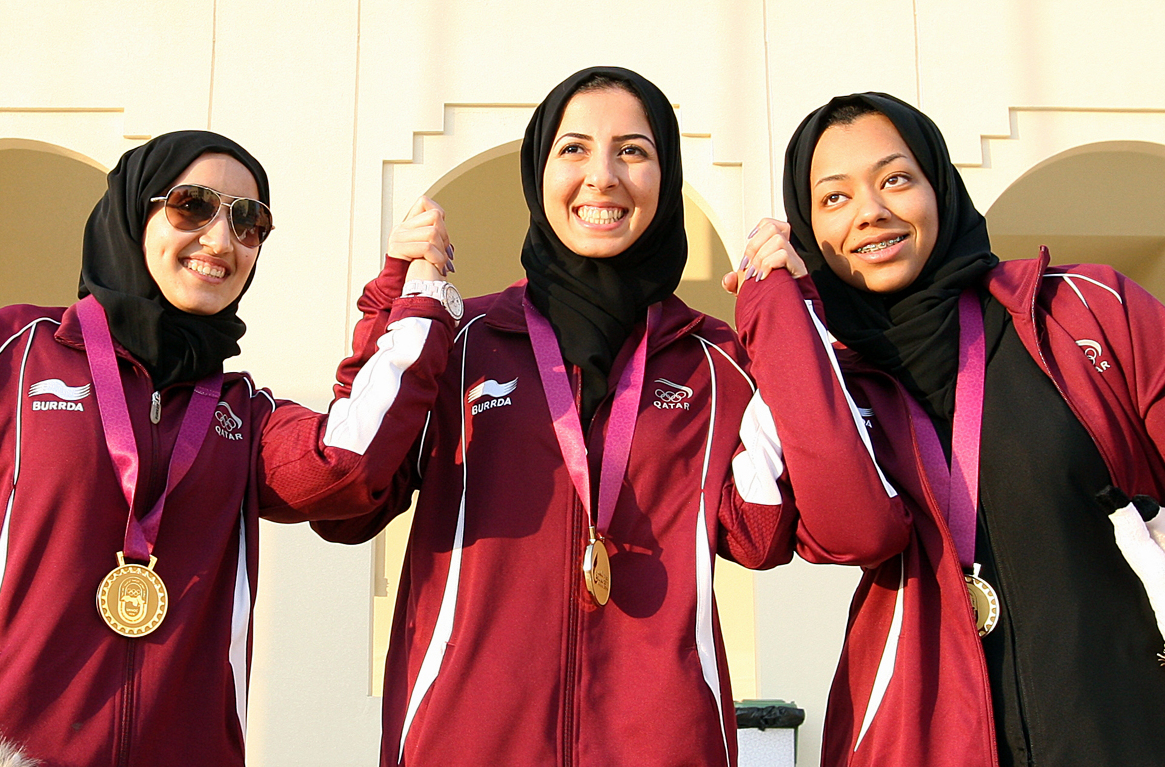
لاعبات قطر شيخة خلف المحمد ومحبوبة أخلاقي وبهية منصور الحمد يحتفلن بفوزهن في سباق 50 متراً على وضعية البندقية في دورة الألعاب العربية بالدوحة في ميدان لوسيل للرماية.

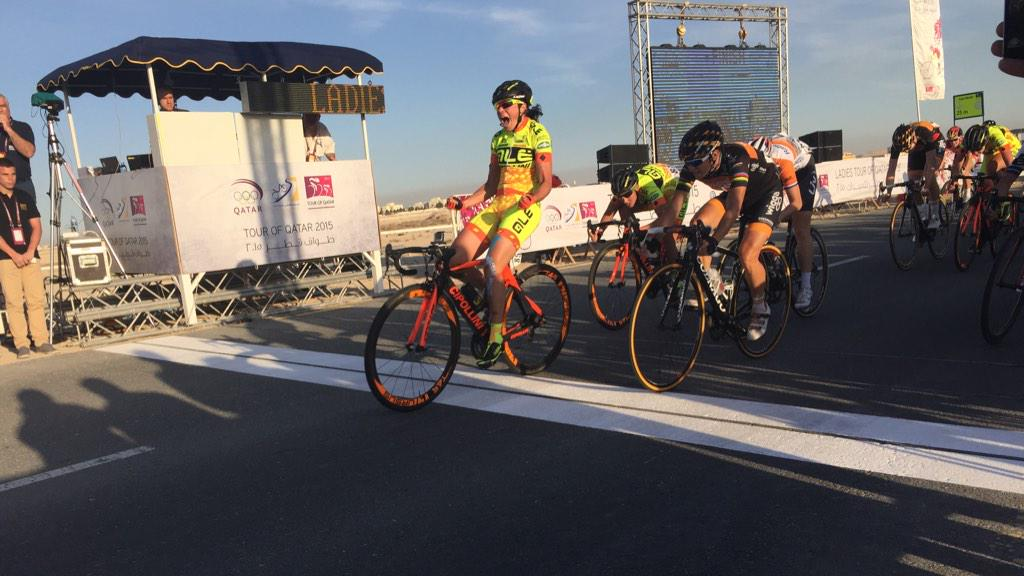
طواف قطر للنساء 2015.

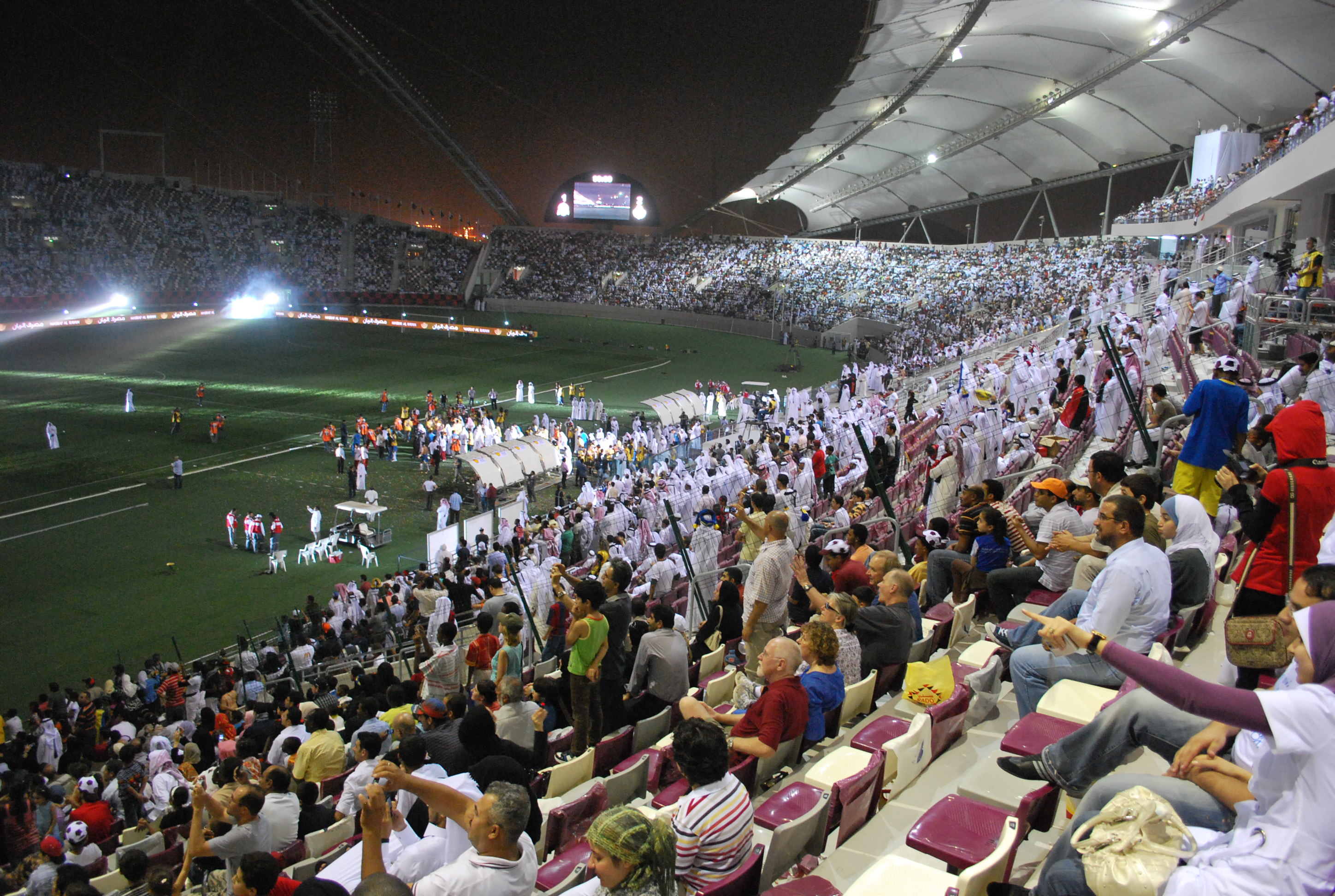
كأس أمير قطر في 2009.

كرة القدم هي الرياضة الأكثر شعبية في قطر سواء من حيث اللاعبين أو المتفرجين. حل منتخب قطر تحت 20 سنة لكرة القدم وصيفا في بطولة العالم للشباب لكرة القدم 1981 بعد خسارته المباراة النهائية من ألمانيا الغربية 0-4. في يناير 2011 أقيمت بطولة كأس آسيا 2011 في قطر. كانت هذه هي المرة الثانية التي تستضيف فيها قطر البطولة أما النسخة الأخرى فكانت كأس آسيا 1988.
في 2 ديسمبر 2010 فازت قطر بمحاولتها استضافة كأس العالم لكرة القدم 2022 على الرغم من أنها لم تكن مؤهلة للحصول على نهائيات كأس العالم لكرة القدم. يخطط المنظمون المحليون لبناء 9 ملاعب جديدة وتوسيع 3 ملاعب موجودة لهذا الحدث. تم استقبال منتخب قطر في بطولة كأس العالم 2022 بحماس في منطقة الخليج العربي حيث كانت المرة الأولى التي يتم فيها اختيار دولة في الشرق الأوسط لاستضافة البطولة. غير أن العطاءات قد أثارت جدلا كبيرا بما في ذلك ادعاءات الرشوة والتدخل في التحقيق في الرشوة المزعومة. كما اعترضت جمعيات كرة القدم الأوروبية على كأس العالم 2022 الذي يقام في قطر لعدة أسباب من تأثير درجات الحرارة العالية على اللياقة البدنية للاعبين إلى الاضطراب الذي قد يسببه في تقويم بطولات الدوريات الأوروبية المحلية إذا كان من المقرر إعادة جدولة الحدث وفي مايو 2014 اتهم مسؤول كرة القدم القطري محمد بن همام بدفع مبلغ 3 ملايين جنيه استرليني للمسؤولين مقابل دعمهم لعطاء قطر. ومع ذلك فإن تحقيق الفيفا في عملية المناقصة في نوفمبر 2014 أبعد قطر عن إرتكاب أي مخالفة.
أصدرت صحيفة الغارديان اليومية البريطانية فيلما وثائقيا قصيرا بعنوان «الإساءة واستغلال العمال المهاجرين الذين يعدون الإمارة لعام 2022». كشف تحقيق أجرته صحيفة الغارديان عام 2014 أن العمال المهاجرين الذين كانوا يبنون مكاتب فاخرة لمنظمي كأس العالم 2022 لم تدفع أجورهم لأكثر من عام وهم الآن «يعملون بشكل غير قانوني ويقيمون في مساكن مزروعة بالصراصير». يتوفى مهاجرون نيباليون مشاركين في بناء البنية التحتية لكأس العالم 2022 بمعدل واحد كل يومين. استجابت اللجنة التنظيمية لدولة قطر 2022 لمزاعم مختلفة مدعيًا أن استضافة كأس العالم في قطر سوف تكون بمثابة «عامل حفاز للتغيير» في المنطقة.
على الرغم من أن كرة القدم هي الرياضة الأكثر شعبية إلا أن فرق لرياضات أخرى شهدت نجاحا كبيرا على مستوى كبار. في عام 2015 حل منتخب قطر لكرة اليد وصيفا لفرنسا في بطولة العالم لكرة اليد للرجال 2015 عند استضافته للبطولة إلا أن البطولة شابها العديد من الجدل حول الدولة المضيفة وفريقها. علاوة على ذلك في عام 2014 فازت قطر ببطولة كأس العالم 3x3 لكرة السلة.
استضاف مجمع خليفة الدولي للتنس والاسكواش في الدوحة بطولة رابطة محترفات التنس بين عامي 2008 و2010. الدوحة تستضيف بطولة قطر المفتوحة للسيدات سنويا. منذ عام 2002 استضافت قطر طواف قطر السنوي وهو سباق دراجات على ست مراحل. في شهر فبراير يتسابق الدراجون على الطرقات عبر الأراضي القطرية المسطحة لمدة ستة أيام. كل مرحلة تغطي مسافة أكثر من 100 كيلومتر على الرغم من أن وقت التجارب عادة هو لمسافة أقصر. يتم تنظيم الطواف في قطر من قبل اتحاد قطر للدراجات للدراجين المحترفين في فئة الرجال النخبة.
فريق القفز بالمظلات في الجيش القطري لديه العديد من التخصصات المختلفة القفز بالمظلات وضعت بين أفضل الدول في العالم. يقوم فريق المظلات الوطني القطري سنويا خلال العيد الوطني لدولة قطر وفي فعاليات كبيرة أخرى مثل بطولة العالم لكرة اليد لعام 2015 بتقديم عروضه. استضافت الدوحة أربع مرات بطولة العالم للكرة الطائرة للرجال وثلاث مرات بطولة العالم للكرة الطائرة للسيدات. استضافت الدوحة لمرة واحدة بطولة آسيا لكرة الطائرة للرجال 1997.

## السياحة

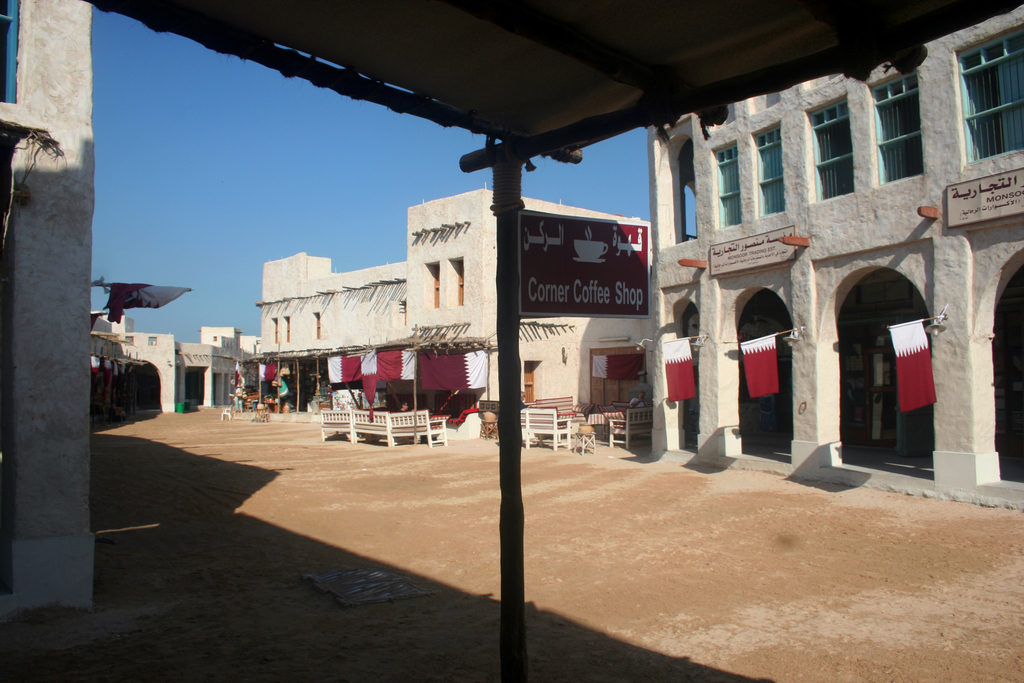
سوق واقف الشعبي في وسط الدوحة

يوجد في دولة قطر عدد من الأماكن السياحية في عاصمتها الدوحة وخارجها فهناك معلم سياحي عتيق وهو سوق واقف الشعبي الذي يقع في وسط العاصمة وعدد من المراكز التجارية أيضًا.
ومنطقة سيلين تبعد عن العاصمة مسافة 70 كيلومتر تقريبًا، وتتكون من كثبان رملية كبيرة قريبة جدًا من الشاطئ الرملي، ويوجد بها فندق يتكون من غرف فندقية وفلل مطلة على الشاطئ 
ومنطقة خور العديد تبعد عن العاصمة مسافة 95 كيلومتر وهي منطقة رملية توجد بها عدد من المداخل البحرية ومطلة على جبل العديد الذي يقع في المملكة العربية السعودية.
ومنطقة الزبارة وهي إحدى المناطق الأثرية في دولة قطر وتبعد 90 كيلومتر شمال العاصمة.

## الصحة

### المستشفيات الحكومية

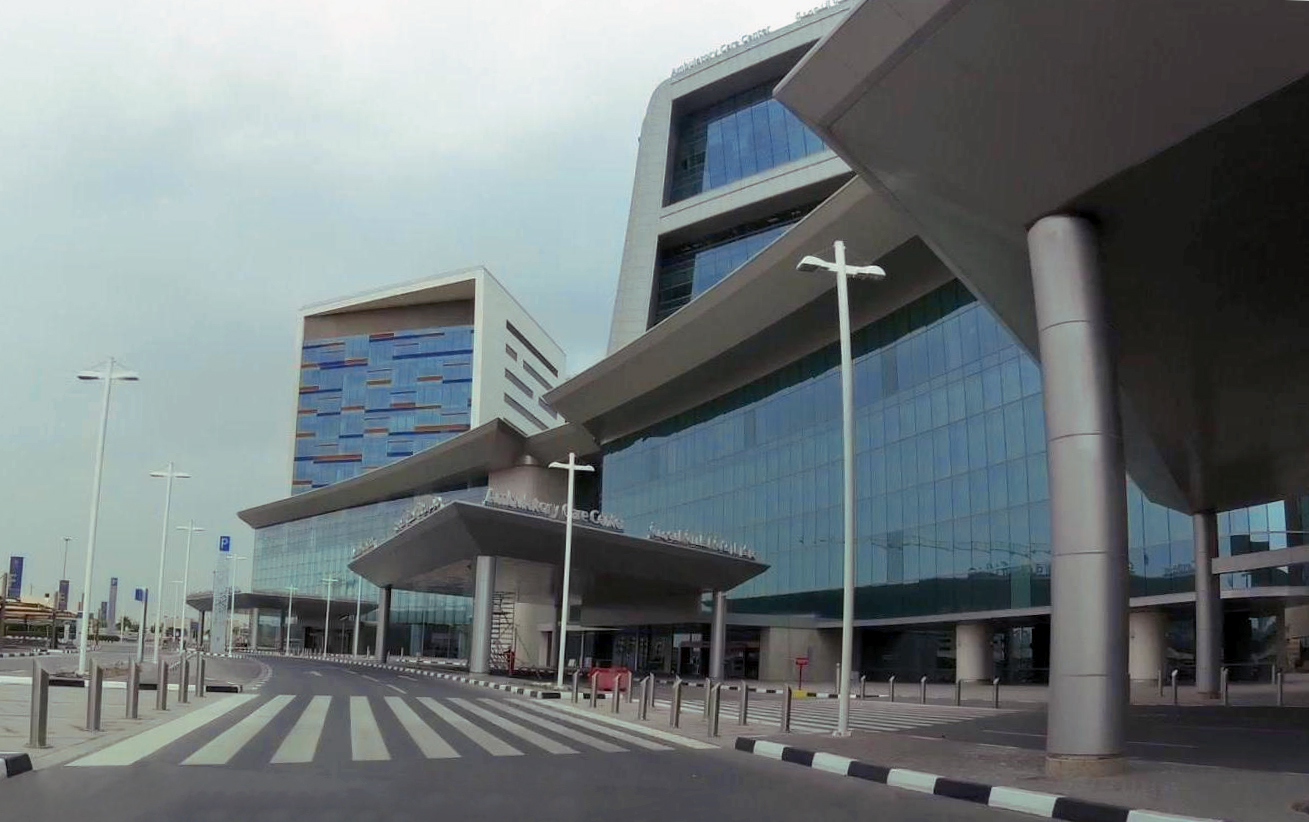
مركز الرعاية الإسعافية في الرميلة، قطر.

تعتبر مؤسسة حمد الطبية المؤسسة الطبية الكبرى التي تدير المستشفيات الحكومية في قطر وقد تم تأسيس مؤسسة حمد الطبية عام اثنين وثمانين(1982) وقد تم دمج جميع المستشفيات العاملة في قطر إلى هذه المؤسسة في مطلع الألفين ميلادية، كما تتكون مؤسسة حمد الطبية من هيئة إدارية متكاملة تضم مستشفى حمد العام ومستشفى الرميلة ومستشفى النساء والولادة ومستشفى الخور العام ومستشفى الوكرة العام ومستشفى دخان ومستشفى الأمل.
يجدر بالذكر أن العلاج في دولة قطر مجاني للقطرين والمقيمين على حدٍ سواء، شاملاً بذلك العمليات الجراحية الكبرى وفتح القلب وغسيل الكلى. وتجري الاستعدادات حالياً لتوسعة المستشفيات في الدوحة لتتكون مدينة حمد الطبية التي تضم عددًا كبيراً من المستشفيات المتخصصة ومركز الإسعاف ومركز التبرع بالدم ومعهد التمريض ومقر الهيئة الوطنية للصحة.

### المستشفيات العسكرية
مستشفى الجيش ومستشفى الشرطة ويقدم خدماته لمنتسبي السلك العسكري وذويهم، ويخضع للإدارة بشكل مباشر من القيادة العامة ووزارة الداخلية.

### المستشفيات الرياضية
مستشفى اسبيتار وهو متخصص بمجال الطب الرياضي وجراحة العظام وصنفته (الفيفا) من أفضل 10 مستشفيات في العالم.

### المستشفيات الخاصة
من أشهر المستشفيات الخاصة في دولة قطر مستشفى الأهلي الخاص ومستشفى العمادي ومستشفى عيادة الدوحة والمستشفى الأمريكي.

## الاقتصاد

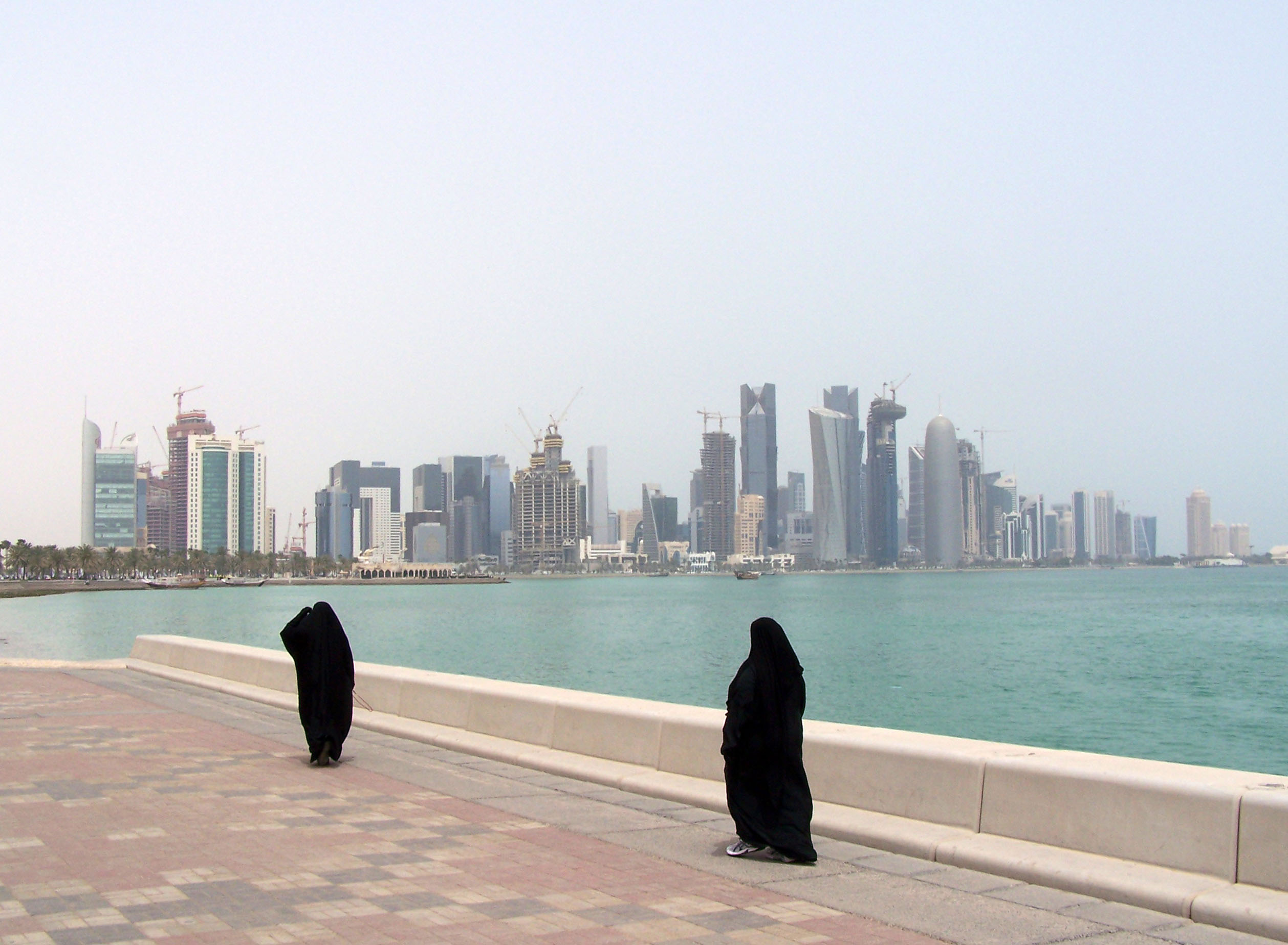
العاصمة الدوحة.

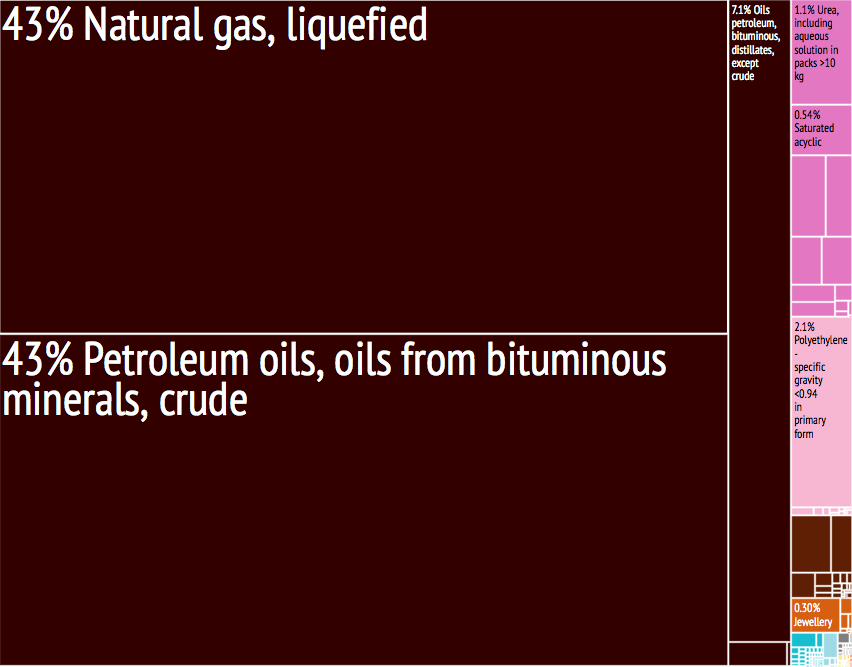
رسم بياني لصادرات منتجات قطر في 28 فئة مرمزة (2011).

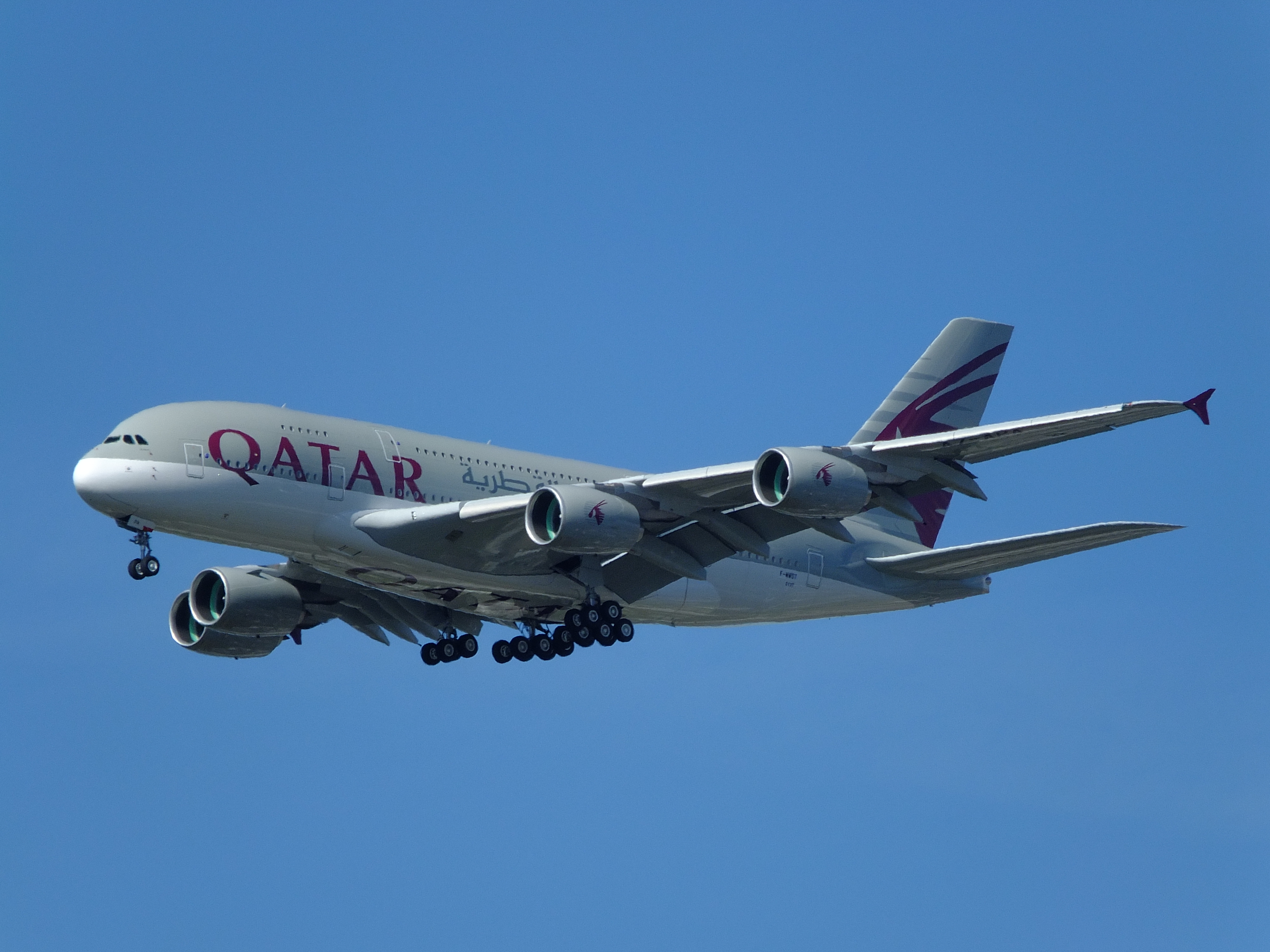
طائرة الخطوط الجوية القطرية إيرباص إيه 380 إحدى أكبر شركات الطيران في العالم ترتبط بأكثر من 150 وجهة دولية من قاعدتها في الدوحة.

مكتب مصرف قطر المركزي في الدوحة.

قبل اكتشاف النفط ركز اقتصاد المنطقة القطرية على صيد السمك واللؤلؤ. تقرير أعدَّه المحافظون المحليون للإمبراطورية العثمانية في عام 1892 ينص على أن الدخل الكلي من صيد اللؤلؤ في عام 1892 هو 2،450،000 كران. بعد إدخال اللؤلؤ الياباني المستزرع في السوق العالمية في العشرينيات والثلاثينات تحطمت صناعة اللؤلؤ في قطر. اكتشف النفط في قطر عام 1940 في حقل دخان. حول هذا الاكتشاف اقتصاد الدولة. الآن يتمتع البلد بمستوى عال من المعيشة لمواطنيه القانونيين. مع عدم وجود ضريبة دخل فإن قطر (جنبا إلى جنب مع البحرين) هي إحدى البلدان التي لديها أدنى معدلات الضرائب في العالم. معدل البطالة في يونيو 2013 كان 0.1٪. ينص قانون الشركات على أن المواطنين القطريين يجب أن يحتفظوا بنسبة 51٪ من أي مشروع في الدولة.
اعتبارًا من عام 2016 فإن قطر تحتل المرتبة الرابعة من حيث الناتج المحلي الإجمالي للفرد في العالم وفقًا لصندوق النقد الدولي. تعتمد بشكل كبير على العمالة الأجنبية لتنمية اقتصادها إلى حد أن العمال المهاجرين يشكلون 86٪ من السكان و94٪ من القوى العاملة. انتقد اتحاد النقابات الدولي قطر. كان النمو الاقتصادي في قطر يعتمد بشكل حصري تقريبا على صناعات النفط والغاز الطبيعي التي بدأت في عام 1940. قطر هي المصدر الرئيسي للغاز الطبيعي المسال. في عام 2012 قدر أن قطر ستستثمر أكثر من 120 مليار دولار في قطاع الطاقة في السنوات العشر المقبلة. البلاد دولة عضو في منظمة البلدان المصدرة للنفط (أوبك) وقد انضمت في عام 1961.
في عام 2012 احتفظت قطر بلقب أغنى بلد في العالم (حسب نصيب الفرد من الدخل) للمرة الثالثة على التوالي بعد أن تجاوزت لوكسمبرغ لأول مرة في عام 2010. وفقا للدراسة التي نشرها معهد واشنطن للتمويل الدولي بلغ نصيب الفرد من الناتج المحلي الإجمالي عند تعادل القوة الشرائية 106،000 دولار أمريكي (387،000 ريال قطري) في عام 2012 مما ساعد البلاد على الاحتفاظ بترتيبها كأغنى دولة في العالم. جاءت لوكسمبورغ ثانية بعيدة مع ما يقرب من 80،000 دولار أمريكي وسنغافورة الثالثة مع دخل الفرد من حوالي 61،000 دولار أمريكي. أوضح التقرير أن الناتج المحلي الإجمالي في قطر بلغ 182 مليار دولار في عام 2012 وأنه ارتفع إلى أعلى مستوى له على الإطلاق بسبب ارتفاع صادرات الغاز وارتفاع أسعار النفط. بلغ عدد سكانها 1.8 مليون نسمة في عام 2012. نشرت الدراسة نفسها أن هيئة قطر للاستثمار التي تبلغ أصولها 115 مليار دولار كانت تحتل المرتبة 12 بين أغنى صناديق الثروة السيادية في العالم.
جهاز قطر للاستثمار التي تأسست في عام 2005 هي صندوق الثروة السيادية في البلاد والمتخصصة في الاستثمار الأجنبي. بسبب مليارات الدولارات من الفوائض من صناعة النفط والغاز وجهت الحكومة القطرية استثماراتها إلى الولايات المتحدة وأوروبا وآسيا والمحيط الهادئ. اعتبارا من عام 2013 بلغت قيمة الأصول 100 بليون دولار. تعتبر شركة قطر القابضة الذراع الإستثماري الدولي لجهاز قطر للاستثمار. منذ عام 2009 تلقت قطر القابضة 30 - 40 مليار دولار سنويا من الدولة. اعتبارا من عام 2014 لديها استثمارات في جميع أنحاء العالم في فالنتينو وسيمنز وهارودز وبرج شارد وباركليز ومطار لندن هيثرو وباريس سان جيرمان ومجموعة فولكسفاغن ورويال داتش شل وبنك أوف أمريكا وتيفاني أند كومباني والبنك الزراعي الصيني وسينسبري وبلاك بيري وسانتاندر البرازيل.
لا توجد ضرائب في البلاد ولكن السلطات أعلنت عن خطط لفرض ضرائب على الوجبات السريعة والمواد الفاخرة. سيتم تنفيذ الضرائب على السلع التي تضر الجسم البشري - على سبيل المثال الوجبات السريعة ومنتجات التبغ والمشروبات الغازية. يعتقد أن طرح هذه الضرائب الأولية يرجع إلى انخفاض أسعار النفط والعجز الذي واجهته البلاد في عام 2016. بالإضافة إلى ذلك شهدت البلاد انخفاضا في الوظائف في عام 2016 من شركاتها النفطية والقطاعات الأخرى في الحكومة.
تعتبر قطر أول بلد عربي يستضيف الاجتماع الوزاري لمنظمة التجارة العالمية باستضافتها الاجتماع الوزاري الرابع المنعقد في الفترة من 9 إلى 13 نوفمبر لعام 2001م.

### الزراعة
المنتجات الزراعية مثل الخضروات والفواكة والمنتجات الحيوانية والألبان والأسماك وبالإضافة إلى تربية الماشية والجمال.

### الطاقة
اعتبارًا من عام 2012 حققت قطر احتياطيات نفطية مؤكدة تبلغ 15 مليار برميل وحقول الغاز التي تمثل أكثر من 13٪ من الموارد العالمية. نتيجة لذلك فهي أغنى دولة لكل فرد في العالم. لا يعيش أي من سكانها البالغ عددهم مليوني نسمة تحت خط الفقر وأقل من 1٪ من العاطلين عن العمل.
شهد اقتصاد قطر انكماشًا في الفترة من عام 1982 إلى عام 1989. حصص منظمة الدول المصدرة للنفط (أوبك) على إنتاج النفط الخام وانخفاض أسعار النفط والنظرة العامة غير المتوقعة في الأسواق الدولية خفضت عائدات النفط. في المقابل كان لا بد من خفض خطط الإنفاق الحكومية القطرية لتتناسب مع انخفاض الدخل. أدى مناخ الأعمال التجارية المحلية المتدهور الناتج عن الركود إلى تسريح العديد من الشركات من الموظفين المغتربين. مع انتعاش الاقتصاد في التسعينيات ازداد عدد السكان المغتربين ولا سيما من مصر وجنوب آسيا.
لن يبقى إنتاج النفط طويلًا عند مستويات الذروة البالغة 500,000 برميل (80،000 متر مكعب) يوميا حيث يتوقع أن تستنفد حقول النفط في معظمها بحلول عام 2023. ومع ذلك فإن احتياطيات الغاز الطبيعي الكبيرة تقع قبالة الساحل الشمالي الشرقي لدولة قطر. احتياطيات قطر المؤكدة من الغاز هي ثالث أكبر احتياطيات الغاز في العالم وتتجاوز 250 تريليون قدم مكعب (7000 كم مكعب). عزز الاقتصاد في عام 1991 بإنجاز المرحلة الأولى من تطوير حقل الشمال من الغاز الطبيعي البالغة 1.5 بليون دولار. في عام 1996 بدأ مشروع غاز قطر بتصدير غاز طبيعي مسال إلى اليابان. مراحل أخرى من تطوير الغاز في حقل الشمال بتكلفة مليارات الدولارات هي في مراحل مختلفة من التخطيط والتنمية.
تشمل المشاريع الصناعية الثقيلة في قطر التي تتخذ من مسيعيد مقرًا لها مصفاة تبلغ سعتها 50 ألف برميل يوميًا (8،000 متر مكعب) ومصنع لأسمدة اليوريا والأمونيا ومصنع للصلب ومصنع للبتروكيماويات. كل هذه الصناعات تستخدم الغاز للوقود. معظمها مشاريع مشتركة بين الشركات الأوروبية واليابانية والمؤسسة القطرية العامة للبترول المملوكة للدولة. الولايات المتحدة هي المورد الرئيسي للمعدات لصناعة النفط والغاز في قطر والشركات الأمريكية تلعب دورًا رئيسيا في تطوير حقل الشمال للغاز.
جعلت رؤية قطر الوطنية 2030 الاستثمار في الموارد المتجددة هدفا رئيسيا للبلاد خلال العقدين المقبلين. تتبع قطر برنامجا قويا «للتقطير» تسعى بموجبه جميع صناعات المشاريع المشتركة والإدارات الحكومية إلى نقل المواطنين القطريين إلى مواقع ذات سلطة أكبر. تعود أعداد متزايدة من القطريين ذوي التعليم الأجنبي بما في ذلك العديد من المتعلمين في الولايات المتحدة إلى ديارهم لتولي مناصب رئيسية شغلها سابقا المغتربون. للسيطرة على تدفق العمالة الوافدة شددت قطر على إدارة برامج القوى العاملة الأجنبية على مدى السنوات القليلة الماضية. الأمن هو الأساس الأساسي لقوانين ولوائح صارمة للدخول والهجرة في قطر.

## النقل والمواصلات

### النقل البري

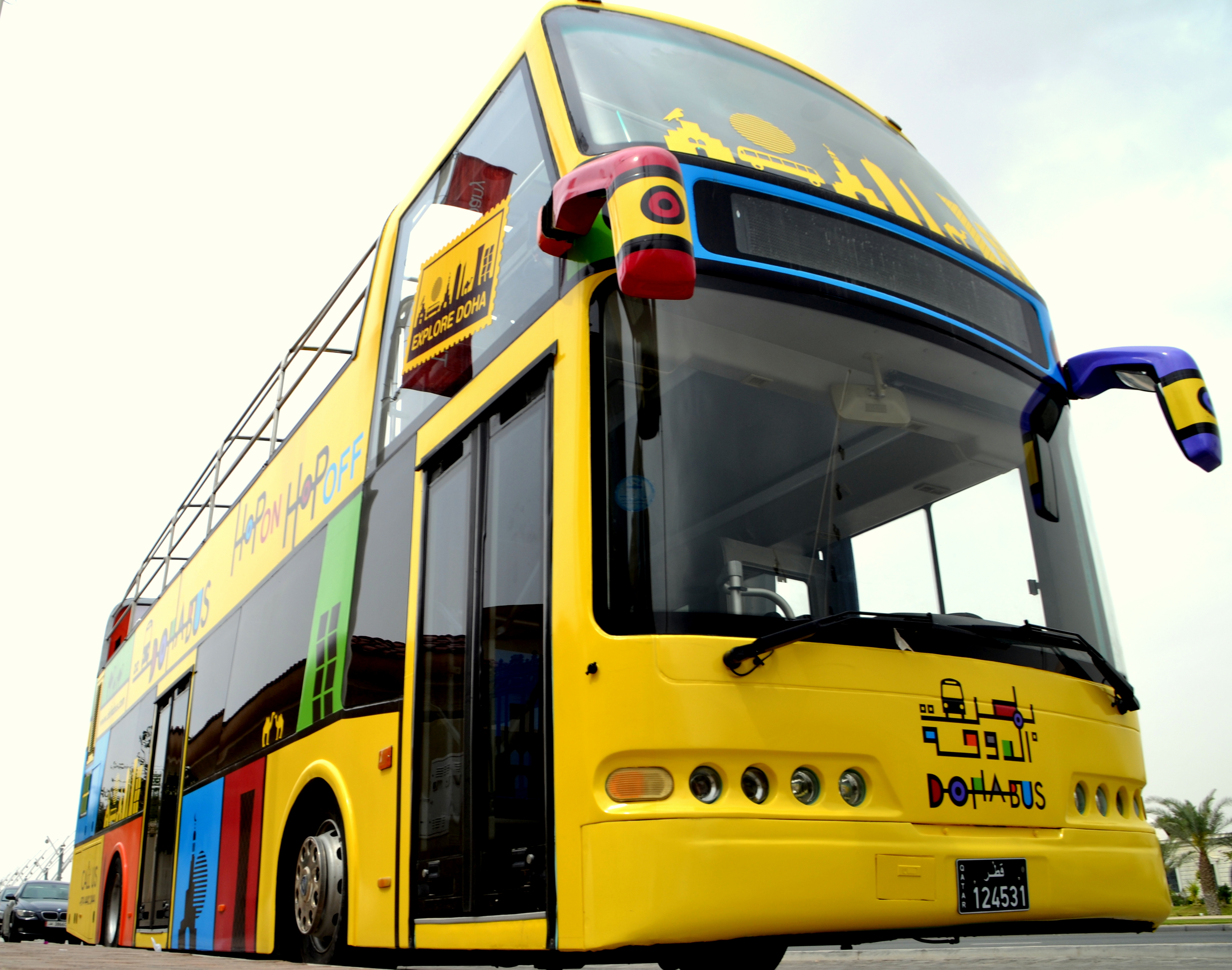
اتوبيس الدوحة,

أُنشِئت عام 2002 شركة («مواصلات» كروة) والتي نظمت قطاع المواصلات في البلاد وقد سحبت من شوارع البلاد أكثر من 3000 سيارة أجرة خاصة وبدلتها بسيارات تابعة للشركة، 
الآن شركة «مواصلات» تملك أكثر من 3000 سيارة أجرة وأكثر من 120 باص للنقل الداخلي، باصات للأطفال وباصات خاصة. وقد دخلت سجل غينيس للأرقام القياسية بتنظيم أكبر رحلة باصات في الوقت ذاته حيث ضمت المسيرة 300 باص. تملك الشركة أيضًا أكثر من 300 سيارة ليموزين الفارهة لنقل الشخصيات الهامة من مطار الدوحة إلى الفنادق.
تعمل باصات النقل الداخلي في العاصمة على 35 خط في المدينة مما يسهل حركة السير خاصة في أوقات الازدحام ويقلل مشاكل إيجاد مواقف للسيارات. وتعتبر محطة الغانم في المدينة القديمة المركز الرئيس للانطلاق الباصات الداخلية في الدوحة.
يبلغ طول الطرق السريعة في البلاد 1,230 كم والذي منه 1,107 كم معبد. يبلغ طول أنابيب النفط الخام في البلاد 235 كم، أما أنابيب الغاز الطبيعي 400 كم.

### السكك الحديدية

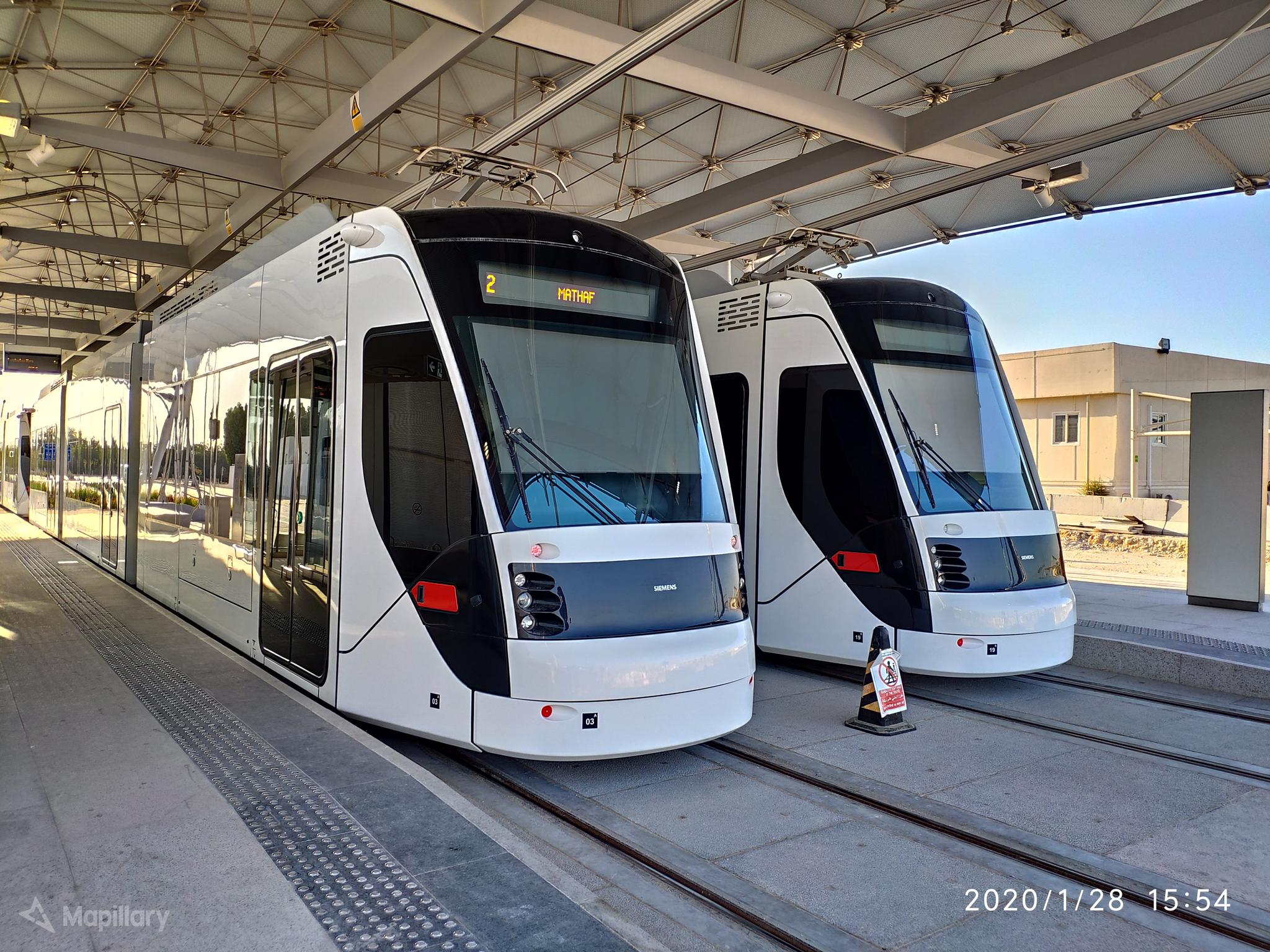
مترو الدوحة.

تم توقيع اتفاقية بين جهاز قطر للاستثمار ودويتشه بان عام 2008 لمد شبكة سكك حديدية في البلاد، وفي 22 نوفمبر 2009، وقعت اتفاقية بين نفس الجهات لإنشاء سكة حديد للقطار السريع وشبكة قطار أنفاق في قطر والبحرين، ونتج عن هذا الاتفاق إنشاء شركة قطر لتطوير السكك الحديدية. يبلغ طول السكك في مشروع قطار الأنفاق المخطط في العاصمة 354 كم، أما مشروع القطارات العادية فيمثّل 345 كم من السكك المخطط إقامتها في البلاد.
قد خطط البدء بمشروع قطار الأنفاق أواخر عام 2010 ولكن تأجل لأول عام 2011، ويتوقع الإنتهاء من بنائها بحلول عام 2022.
أصبحت قطر تملك خطوط سكك حديدية منذ أواخر 2018، وفي عام 2019، تم افتتاح مترو الدوحة الذي يعتبر من أفضل وسائل النقل والمواصلات بريا، وتم الافتتاح بحضور الأمير تميم بن حمد آل ثاني امير البلاد، ومترو الدوحة هو شبكة قطارات سريعة تمرّ أغلبها عبر الأنفاق،
و ستتكوّن في مرحلة أولى من ثلاثة خطوط (الأحمر والأخضر والذّهبي) تضمّ 37 محطّة، وسينطلق العمل بها سنة 2020 لتكون بذلك جاهزة عند افتتاح مونديال كأس العالم لكرة القدم 2022، على أن يتمّ لاحقا توسعتها بخطّ رابع (أزرق) لتضمّ إليها 60 محطّة إضافيّة سنة 2026.

### جسر المحبة

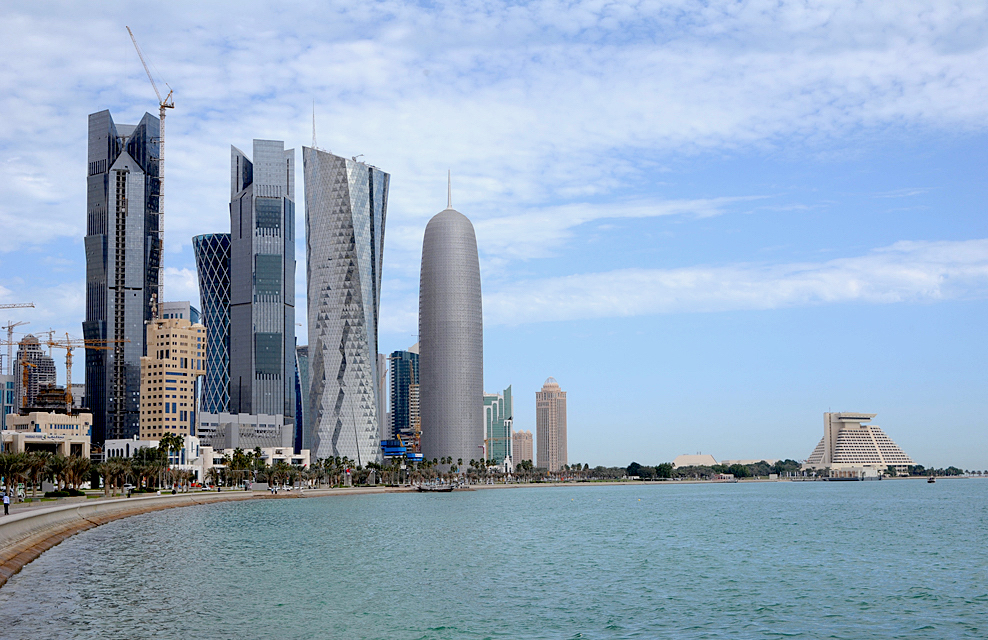
شواطئ قطر.

جسر المحبة هو جسر يربط بين دولة قطر ومملكة البحرين، وقد بدأ العمل في إنشاء الجسر عام 2007 إلا أن تعديلات وتنقيحات كبيرة يتم إدخالها على التصاميم، بعد أن تحقق المقاولون الأصليون من أن نسبة الانحدار في التصاميم الأصلية ستكون شديدة وغير مناسبة للقطارات، بعد اقتراح استخدام وصلة للسكك الحديدية. وفق ما نقلت صحيفة الوسط البحرينية.  كما أن العمل جارٍ لتعديل التصاميم، حيث قال مقاولون إن الإضافات المطلوبة للجسر الذي يبلغ طوله 45 كيلومتراً قد تزيد مليار دولار إلى الكلفة النهائية للمشروع، ما يرفع كلفة الجسر إلى 4 مليارات دولار أميركي.

### النقل البحري

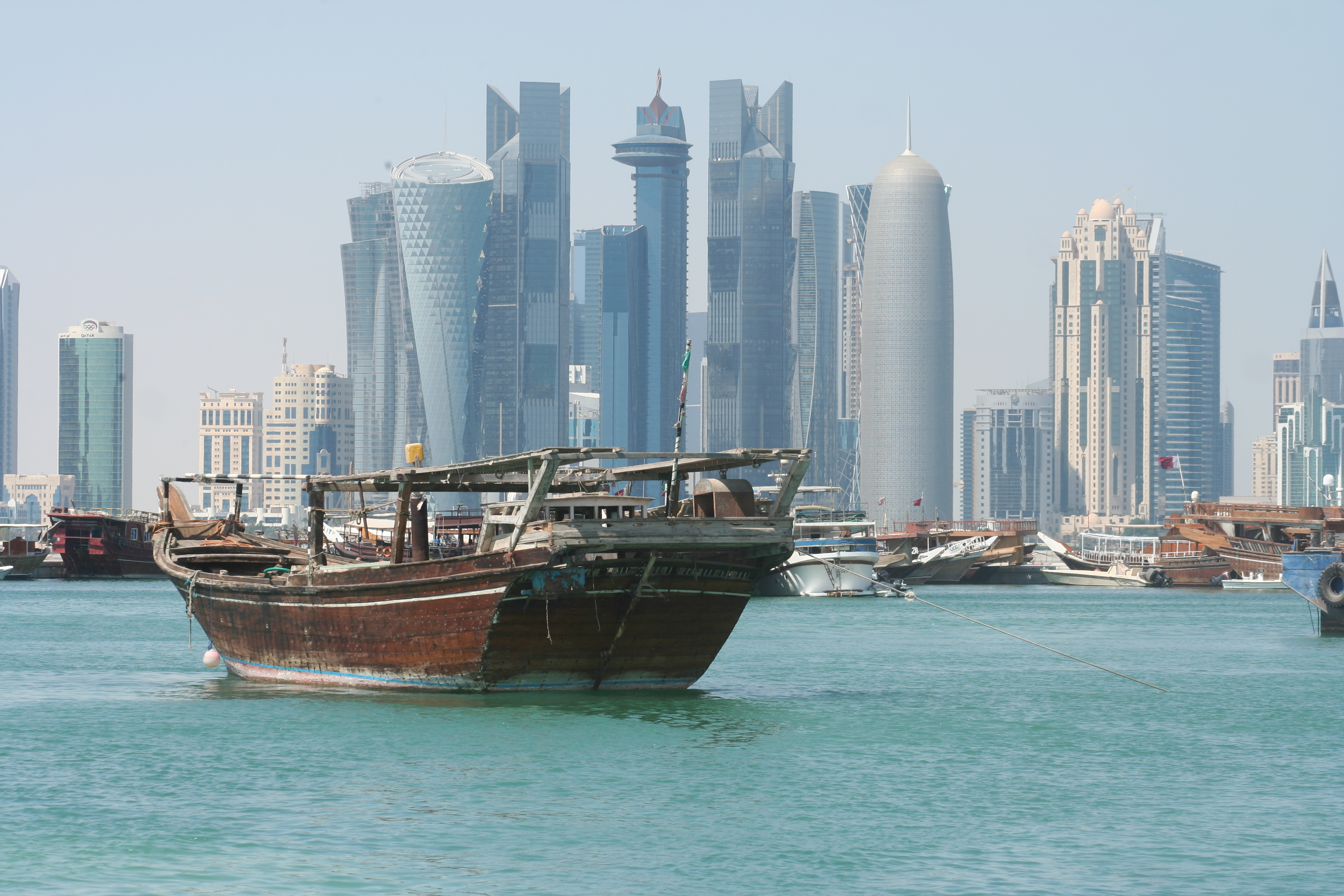
سفن علي مؤاني قطر.

تحوي قطر موانئ بحرية أهمها ميناء العاصمة الدوحة «مسيعيد» وفي مدينة راس لفان الصناعية الذي تعتبر أهم ميناء لتصدير النفط والغاز في البلاد. وتمتلك أسطول ناقلات نفطية وغازية مكون من 24 ناقلة وسفينة.

### النقل الجوي

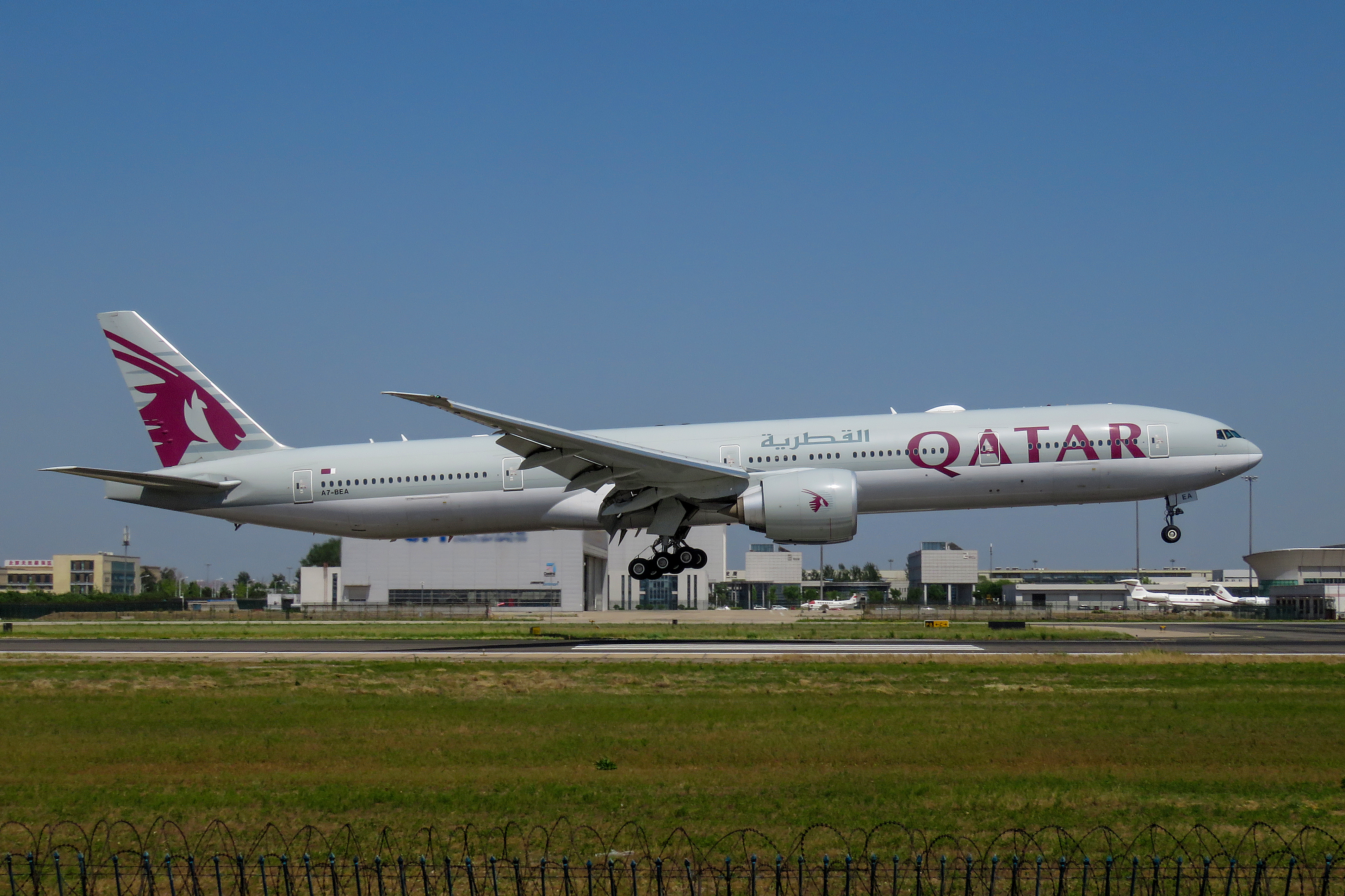
الطائرة القطرية 892 في الدوحة.

تعتبر شركة الخطوط الجوية القطرية الناقل الوطني في البلاد ومركز عملياتها في مطار الدوحة الدولي، حيث يخدم المطار الدولة بكاملها حيث يعتبر المطار الوحيد في البلاد حتى الآن، ويخطط لبناء مطار جديد في العاصمة نظرًا لازدياد حركة المسافرين في البلاد وذلك ليكون جاهزًا عند استضافة البلاد لكأس العالم لكرة القدم عام 2022. تحوي البلاد قاعدة العديد الجوية وقاعدة السيلية العسكرية الأمريكية.

## وصلات خارجية
- Amiri Diwan official government website
- Qatar  على كتاب حقائق العالم
- قطر - GovPubs, جامعة كولورادو بولدر
- قطر على مشروع الدليل المفتوح
- أطلس ويكيميديا حول Qatar
- Key Development Forecasts for Qatar from International Futures
- Legal Portal Of the state of Qatar by the ministry of justice.Covering legislations, other legal information, official gazette.
- موقع قطر الحكومي، به يتمكن المواطن والمقيم والزائر والشركات من القيام بالعديد من الخدمات الإلكترونية بدون الذهاب إلى المصالح الحكومية
- وزارة الخارجية القطرية